# Carmen Miranda
Maria do Carmo Miranda da Cunha GOIH • OMC (Marco de Canaveses, 9 de fevereiro de 1909 – Beverly Hills, 5 de agosto de 1955), mais conhecida como Carmen Miranda, foi uma cantora, dançarina, e atriz luso-brasileira. Sua carreira artística transcorreu no Brasil e nos Estados Unidos entre as décadas de 1930 e 1950. Trabalhou no rádio, no teatro de revista, no cinema e na televisão. Foi considerada pela revista Rolling Stone como a 15ª maior voz da música brasileira, sendo um ícone e símbolo internacional do Brasil no exterior. Apelidada de "Brazilian Bombshell", Miranda é conhecida por seus figurinos extravagantes e pelo chapéu com frutas que costumava usar em seus filmes estadunidenses, fazendo desses elementos sua marca registrada.
Ainda jovem, ela aprendeu a fazer chapéus em uma boutique antes de gravar seu primeiro álbum com o compositor Josué de Barros, em 1929. A gravação de "P'ra Você Gostar de Mim" (Taí), escrita por Joubert de Carvalho, a levou ao estrelato no Brasil como a principal intérprete do samba na década de 1930. Na época, ela se tornou a primeira artista a assinar um contrato de trabalho com uma emissora de rádio no país. Seu crescente sucesso na indústria fonográfica lhe garantiu um lugar nos primeiros filmes sonoros lançados nos anos 1930. Carmen Miranda participou de cinco musicais carnavalescos lançados nesse período, como Alô, Alô, Brasil! (1935) e Alô, Alô, Carnaval (1936). Em 1939, ela apareceu pela primeira vez caracterizada de baiana, personagem que a lançou internacionalmente, no filme Banana da Terra, dirigido por Ruy Costa. O musical apresentava clássicos como  "O Que É que a Baiana Tem?", que lançou Dorival Caymmi no cinema.
Ainda em 1939, o produtor da Broadway Lee Shubert ofereceu a Miranda um contrato de oito semanas para se apresentar em The Streets of Paris, depois de vê-la no Cassino da Urca, no Rio de Janeiro. No ano seguinte, ela fez sua estreia no cinema estadunidense no filme Down Argentine Way, ao lado de Don Ameche e Betty Grable. Naquele ano, Miranda foi eleita a terceira personalidade mais popular nos Estados Unidos e foi convidada a se apresentar junto com seu grupo, o Bando da Lua, para o presidente Franklin D. Roosevelt na Casa Branca. Carmen Miranda chegou a ser a mulher mais bem paga dos Estados Unidos, segundo o Departamento do Tesouro.
Ela fez um total de catorze filmes nos EUA entre as décadas de 1940 e 1950, nove deles somente na 20th Century Fox. Embora aclamada como uma artista talentosa, sua popularidade diminuiu até o final da Segunda Guerra Mundial. Seu talento como cantora e performer, porém, muitas vezes foi ofuscado pelo caráter exótico de suas apresentações. Miranda tentou reconstruir sua identidade e fugir do enquadramento que seus produtores e a indústria tentavam lhe impor, mas sem grandes avanços. Sua imagem se tornou a personificação de um exotismo latino-americano genérico, que foi abraçado como singular e peculiar pelo público dos EUA, mas rejeitado como inautêntico e paternalista pelos brasileiros. De fato, apesar de todos os estereótipos que enfrentou ao longo de sua carreira, suas apresentações fizeram grandes avanços na popularização da música brasileira, ao mesmo tempo em que abriram o caminho para o aumento da consciência sobre toda a cultura latino-americana. Miranda foi a primeira artista latino-americana a ser convidada a imprimir suas mãos e pés no pátio do Grauman's Chinese Theatre, em 1941. Ela também se tornou a primeira sul-americana a ser homenageada com uma estrela na Calçada da Fama. Sua figura, muito além da música, se tornou uma influência permanente na cultura brasileira, da Tropicália ao cinema.
Em 20 anos de carreira, ela deixou sua voz registrada em 279 gravações somente no Brasil e mais 34 nos EUA, num total de 313 canções. Um museu foi construído em sua homenagem no Rio de Janeiro.  Em 1995, ela foi tema do aclamado documentário Carmen Miranda: Bananas is my Business, dirigido por Helena Solberg. Além disso, uma interseção no cruzamento da Hollywood Boulevard com a Orange Drive, em frente ao Teatro Chinês em Hollywood, foi oficialmente nomeada "Carmen Miranda Square" em setembro de 1998.  Até hoje, nenhum artista brasileiro teve tanta projeção internacional como ela.

## Biografia

### Início de vida

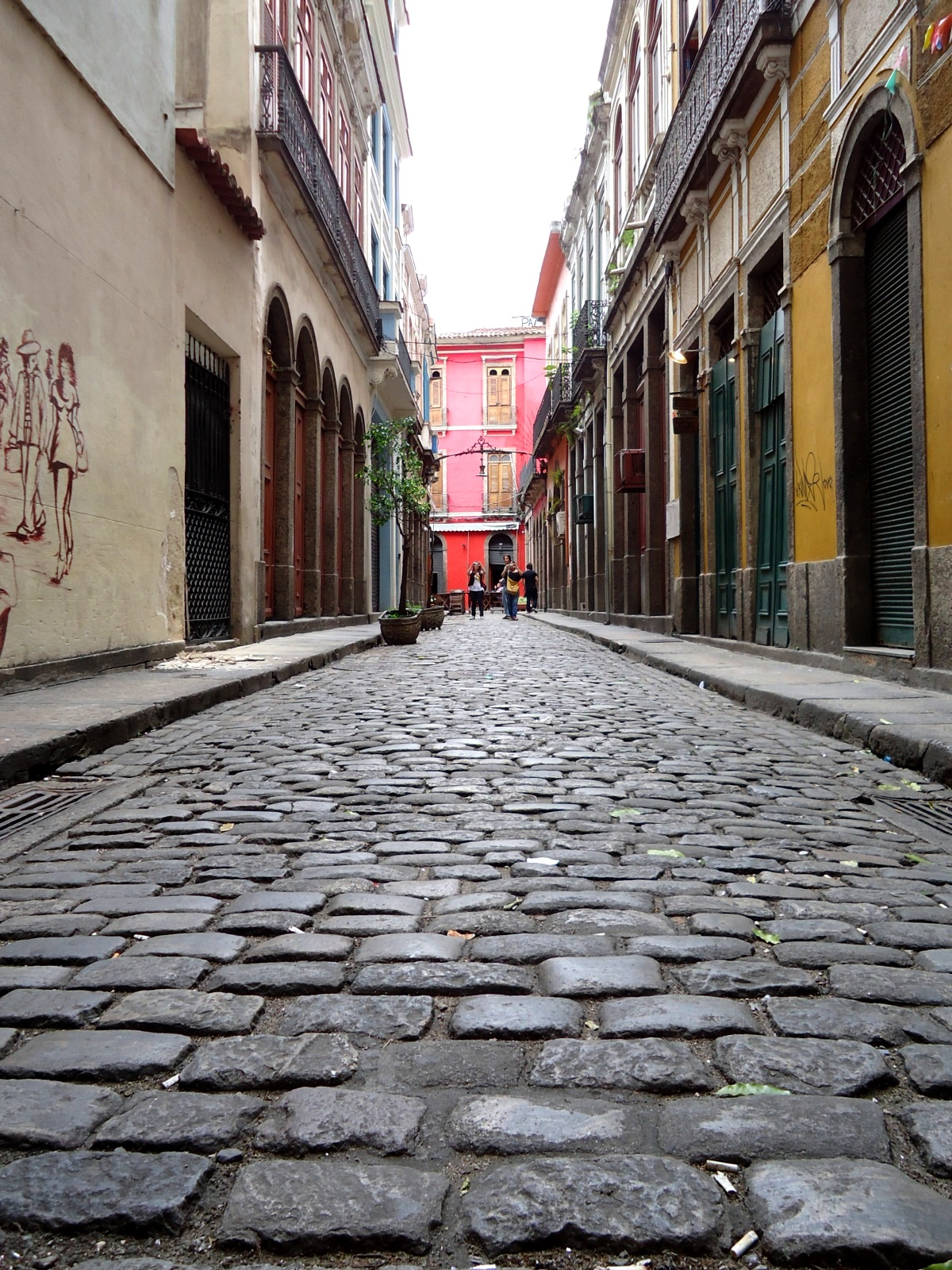
Travessa do Comércio, Praça 15, Centro do Rio. No início do século XX, a Travessa já era um dos mais importantes núcleos de imigrantes portugueses do Rio. No sobrado de n° 13 funcionava a pensão e residência de D.Maria, mãe de Carmen Miranda. Ali Carmen e sua família viveram seis anos.

Nasceu a 9 de fevereiro de 1909 no lugar da Obra Nova, freguesia da Aliviada (posteriormente, Várzea da Ovelha e Aliviada), no concelho de Marco de Canaveses, em Portugal. Foi batizada com o nome de Maria do Carmona igreja de São Martinho da Aliviada (posteriormente, Várzea da Ovelha e Aliviada), anexa à igreja de Várzea da Ovelha, a 14 de fevereiro de 1909. Era a segunda filha do barbeiro José Maria Pinto da Cunha (Marco de Canaveses, Várzea da Ovelha e Aliviada, 17 de fevereiro de 1887 – Rio de Janeiro, 20 de junho de 1938) e de sua mulher, Maria Emília de Miranda (Marco de Canaveses, Várzea da Ovelha e Aliviada, 3 de março de 1886 – Rio de Janeiro, 9 de novembro de 1971). Ganhou o apelido de Carmen no Brasil, graças ao gosto que seu tio Amaro tinha por óperas.
A emigração da família para o Brasil já estava marcada, entretanto, ao ver-se grávida, a mãe de Carmen Miranda preferiu aguardar o nascimento da filha. Pouco depois, seu pai, José Maria, emigrou para o Brasil, e instalou-se na cidade do Rio de Janeiro. Em 1910, sua mãe, Maria Emília, seguiu o marido, acompanhada da filha mais velha, Olinda (1907-1931), e de Carmen, que tinha menos de um ano de idade. Carmen nunca voltou ao país onde nascera. A câmara municipal de Marco de Canaveses deu seu nome ao museu municipal.
No Rio de Janeiro, seu pai abriu um salão de barbeiro na rua da Misericórdia, número 70, em sociedade com um conterrâneo. A família estabeleceu-se no sobrado acima do salão. Mais tarde mudaram-se para a rua Joaquim Silva, número 53, na Lapa.
No Brasil, nasceram os outros quatro filhos do casal: Amaro (1912-1988), Cecília (1913-2011), Aurora (1915-2005) e Óscar (1916).
Carmen estudou na escola de freiras Santa Teresa, na rua da Lapa, número 24. Teve o seu primeiro emprego aos 14 anos numa loja de gravatas, e depois numa chapelaria. Contam que foi despedida por passar o tempo cantando, mas o seu biógrafo Ruy Castro diz que ela cantava por influência de sua irmã mais velha, Olinda, e que assim atraía clientes.
Nesta época, a sua família deixou a Lapa e passou a residir num sobrado na Travessa do Comércio, número 13. Em 1925, Olinda, acometida de tuberculose, voltou a Portugal para tratamento, onde permaneceu até sua morte em 1931. Para complementar a renda familiar, sua mãe passou a administrar uma pensão doméstica que servia refeições para empregados de comércio.
Em 1926, Carmen, que tentava ser artista, apareceu incógnita em uma fotografia na sessão de cinema do jornalista Pedro Lima da revista Selecta.

### 1928—1939: O início da carreira artística e consagração

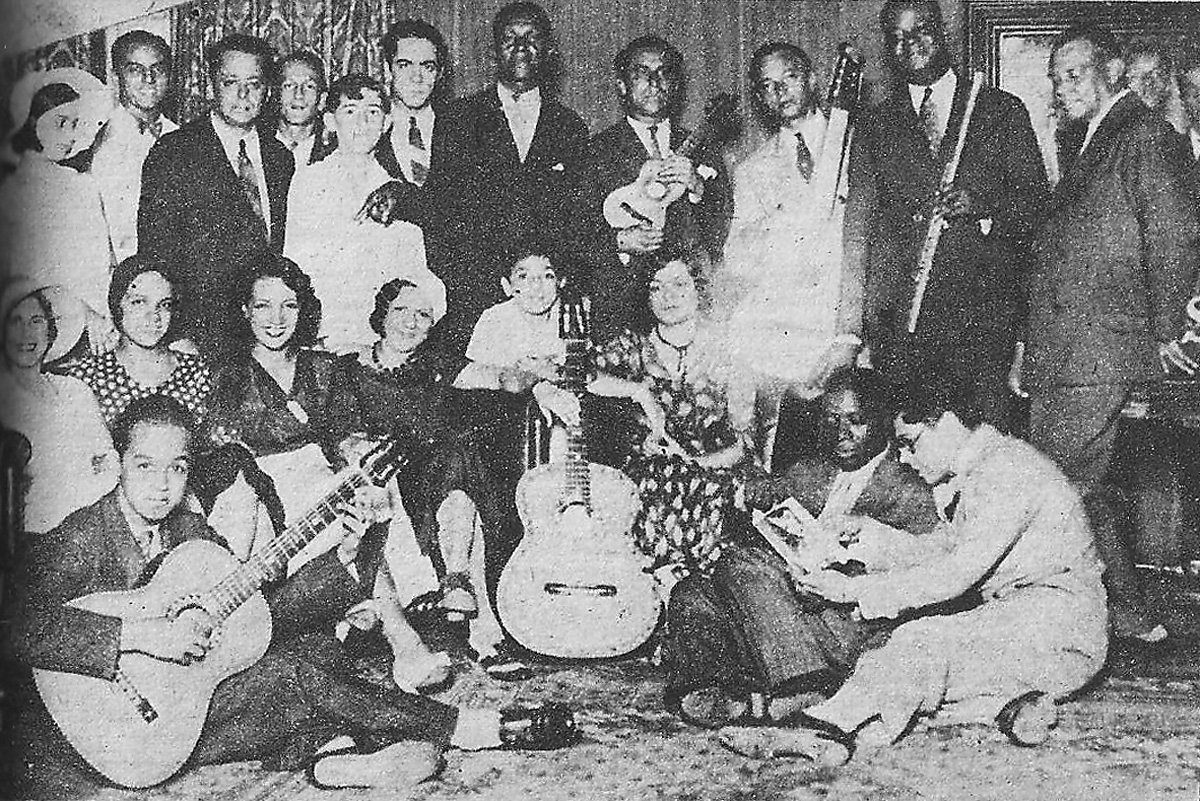
No estúdio da rádio Mayrink Veiga, 1932, o jovem Manuel de Nóbrega, aos 19 anos (2º em pé da esq. para dir.) Carmen e Aurora Miranda (sentadas) segurando a flauta Pixinguinha.

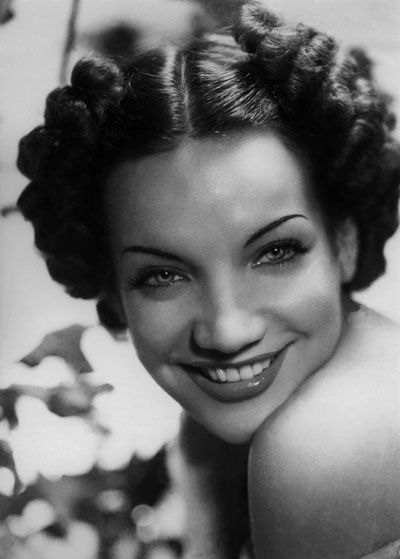
Carmen Miranda fotografada por Annemarie Heinrich.

Em 1928, o deputado baiano Aníbal Duarte apresentou Carmen Miranda a Josué de Barros. Josué trabalhava na Rádio Sociedade Professor Roquete Pinto (atual Rádio MEC) e levou Miranda para atuar na emissora. Ele, então, a apresentou ao diretor da Brunswick e, em 1929, ela gravou sua primeira música, o samba "Não Vá Sim'bora", de autoria de Josué. Carmen Miranda foi, então, apresentada ao diretor da gravadora RCA Victor, onde iniciou sua carreira gravando "Dona Balbina" e "Triste Jandaia". Meses depois, foram lançadas as músicas "Barucuntum" e "Iaiá Ioiô". O compositor e médico Joubert de Carvalho compôs a música "Taí" com a marcha-canção "Pra Você Gostar de Mim", gravada por Miranda em 1930. A canção foi um sucesso, e o disco vendeu 35 mil cópias no ano de lançamento, um recorde para a época. Carmen Miranda era, então, aclamada pela crítica como "a maior cantora do Brasil".
Como muitos dos primeiros artistas no Brasil, Carmen Miranda já era uma estrela bem estabelecida da música popular e do rádio (ver: Era de Ouro do Rádio e Rádio no Brasil). Sua transição para o cinema e seu sucesso na indústria fonográfica lhe garantiram um lugar nos primeiros filmes sonoros lançados na década de 1930. Sua carreira no Brasil foi intimamente ligada ao gênero de filmes musicais, que se baseava nas tradições carnavalescas do país, nas celebrações anuais e nos estilos musicais da cidade do Rio de Janeiro, então capital do Brasil, em particular (ver: Cinema do Brasil).
Em 1926, ela apareceu como figurante no filme A Esposa do Solteiro, e, quatro anos depois, assinou contrato para Degraus da Vida, que não chegou a ser rodado. Miranda também apresentou um número musical em O Carnaval Cantado no Rio (1932), o primeiro documentário sonoro sobre o tema popular, e três músicas em A Voz do Carnaval (1933), que combinou imagens reais das celebrações do carnaval de rua no Rio com um enredo fictício, oferecendo infinitos pretextos para números musicais. Sua aparição seguinte no cinema foi em Alô, Alô, Brasil (1935), e seu status de estrela da música popular foi refletido no fato de ela ter sido escolhida para se apresentar no número de encerramento do filme, a marcha "Primavera no Rio", que ela havia gravado pela RCA Victor em agosto de 1934.  Carmen Miranda roubou o show com esse desempenho, e o chefe dos estúdios da Cinédia, Adhemar Gonzaga, decidiu torná-lo o número final do filme, em vez de um número liderado pelo cantor Francisco Alves, como havia sido planejado inicialmente. Poucos meses após o lançamento de Alô, Alô, Brasil, a revista Cinearte declarou: "Carmen Miranda é atualmente a maior figura popular do cinema brasileiro, a julgar pelo número de correspondências que ela recebe."
O êxito do filme levou a Cinédia a chamá-la para um novo musical, Bonequinha de Seda. Esta, por algum motivo não elucidado, provavelmente devido a uma viagem à Argentina, não aceitou o papel, que foi dado a Gilda de Abreu. Miranda logo passou a ser chamada de "A Pequena Notável" — devido à sua estatura baixa, apelido dado, na época, pelo radialista César Ladeira. Em seu filme seguinte, Estudantes (1935), Carmen Miranda foi, pela primeira vez, escalada para um papel narrativo. Nesta produção, chamada de "meio do ano", lançada para coincidir com os festejos juninos, Carmen interpretou Mimi, uma jovem cantora de rádio (que apresenta dois números no filme), que se apaixona por um estudante universitário interpretado pelo cantor Mário Reis.

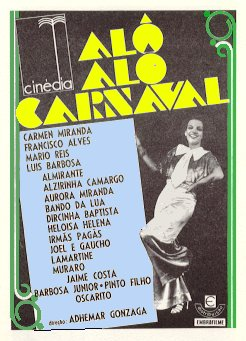
Cartaz do filme Alô, Alô, Carnaval.

Carmen Miranda foi fundamental para o sucesso da próxima co-produção dos estúdios Waldow-Cinédia, o musical Alô, Alô, Carnaval, que contou com um elenco de estrelas do mundo da música popular e do rádio, incluindo a irmã de Carmen, Aurora Miranda. Pelos padrões brasileiros da época, Alô, Alô, Carnaval foi uma grande produção. O set reproduziu o interior do luxuoso Cassino Atlântico do Rio, onde algumas das cenas foram filmadas, e os cenários para determinados números musicais. Carmen desempenhou claramente um papel crucial na atração, como é evidenciado por um cartaz anunciando o filme, que inclui apenas uma imagem dela, uma fotografia de corpo inteiro, apoiada aparentemente em um grande cartaz listando os membros do elenco, com o seu nome no topo. Embora, em 1936, a versão original do filme tivesse dado a Francisco Alves o número final, foi o memorável desempenho de Carmen e Aurora em "Cantores de Rádio" que conquistou o público. Quando uma cópia restaurada do filme foi lançada em 1974, foi precisamente o seu número musical que foi escolhido para fechar o filme, em reconhecimento ao apelo duradouro da fama internacional de Carmen, bem como ao valor de entretenimento inerente à sua performance.
Sua carreira no rádio inclui passagens pela Mayrink Veiga (1932-1936), onde assinou um contrato de dois anos para ganhar dois contos de réis por mês, fato que a tornaria a primeira cantora de rádio a assinar um contrato de trabalho com uma emissora, quando a praxe era o cachê por participação. Em 1936, Miranda assinou com a Tupi, ganhando semanalmente 1 conto de réis. Em novembro de 1937, com o fim do primeiro contrato com a Tupi, a Mayrink Veiga a chamou de volta, oferecendo seis contos de réis mensais, reafirmando sua condição de "a artista mais bem paga do rádio brasileiro". Dois anos depois de ingressar na Odeon, ela já era o nome mais popular e bem pago da música brasileira.

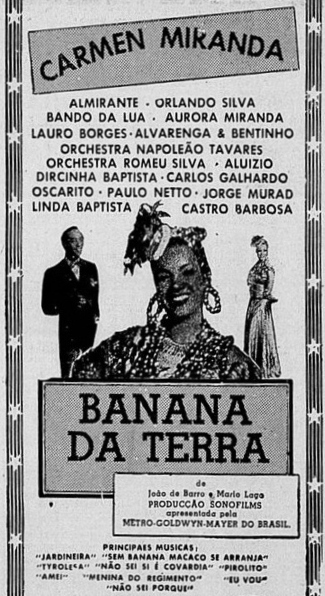
Cartaz do filme Banana da Terra (1939).

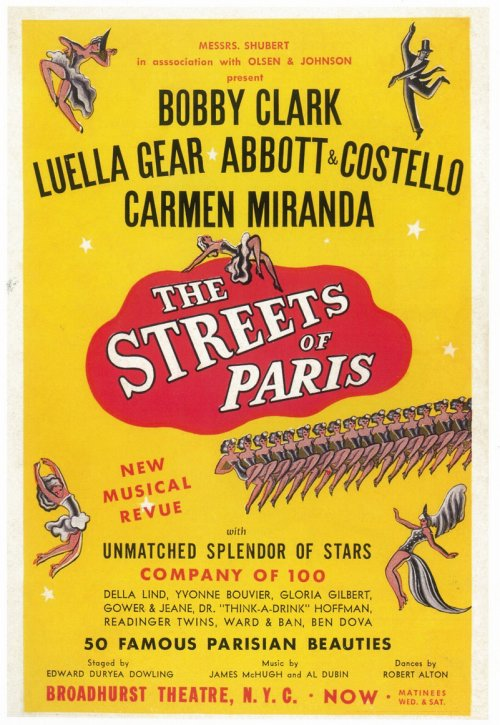
Cartaz do musical The Streets of Paris (1939).

O último filme brasileiro de Carmen Miranda foi outro musical carnavalesco, Banana da Terra (1939).  Mais uma vez, o enredo cômico do filme era essencialmente uma construção para encadear os vários números musicais. A história começa na ilha fictícia do Oceano Pacífico, a Bananolândia, que produziu muita banana naquele ano, mas não teve compradores para o produto. A rainha da terra, interpretada pela cantora Dircinha Batista, foi avisada pelo conselheiro-mor, interpretado pelo ator cômico Oscarito, que deveria vender as bananas para o Brasil. E isso ela consegue, por meio de uma intensa propaganda feita pelos jornais e pelo rádio. A ação se desenrola, então, no ambiente cosmopolita dos cassinos do Rio de Janeiro, facilitando a inclusão de uma série de apresentações musicais.
Pretendia-se que os dois pontos altos do filme fossem o desempenho de Carmen Miranda em "Boneca de Pixe", em um dueto com o apresentador de rádio Almirante, e sua performance solo em "Na Baixa do Sapateiro", composta por Ary Barroso. No entanto, Barroso exigiu mais dinheiro para o uso de suas composições, e revelou-se impossível chegar a um acordo. As canções foram retiradas do filme, embora os dois respectivos cenários tenham sido criados, e os figurinos e a maquiagem tenham sido planejados. Para economizar tempo e dinheiro, Wallace Downey, o produtor do filme, decidiu simplesmente usar os cenários existentes e figurinos na performance de duas novas canções: a marcha "Pirulito" e "O Que É que a Baiana Tem?". A única parte do filme que sobreviveu ao tempo é a sequência em que Carmen executa a canção de Dorival Caymmi, além de cinco fotografias de seu dueto com Almirante na canção "Pirulito". De acordo com a letra da música, Carmen apareceria vestindo o traje de "baiana", e foi esta versão estilizada de seu figurino que instaurou o estilo que a consagrou no mundo todo.
Em 1940, era lançado Laranja da China, filme da trilogia da qual fazia parte Banana da Terra. Estreado quando Carmen já estava nos Estados Unidos e não podia mais contar com a participação da artista, o filme capitalizou em cima de sua popularidade e reaproveitou-se de Banana da Terra, utilizando a cena em que ela aparece cantando "O Que É que a Baiana Tem?".
Quando se apresentava no Cassino da Urca, nos dias que antecederam o carnaval de 1939, vestida como "baiana" e acompanhada pelo Bando da Lua, Carmen Miranda chamou a atenção do produtor estadunidense Lee Shubert, dono da Select Operating Corporation, que administrava metade dos teatros da Broadway. O empresário ficou impressionado com seu talento e a contratou para seu espetáculo intitulado The Streets of Paris. Contudo, a execução do contrato não foi imediata, pois Miranda fazia questão de levar consigo o Bando da Lua, apesar de Shubert estar interessado apenas nela. O impasse foi resolvido graças à intervenção de Alzira Vargas, que garantiu o embarque dos integrantes do Bando da Lua. Carmen Miranda então partiu no navio S.S. Uruguay em 4 de maio de 1939, às vésperas da Segunda Guerra Mundial.
A exótica "baiana" agradou aos norte-americanos, mas despertou polêmica entre os brasileiros, com suas vestes estilizadas e o arranjo de frutas tropicais que carregava sobre a cabeça – marcas definitivas de sua imagem. Carmen Miranda acabou por expor ao mundo uma visão caricata e estereotipada do Brasil. No auge da “política de boa vizinhança” entre os Estados Unidos e a América Latina, sua imagem foi explorada pelos estúdios à exaustão. Tal exposição internacional fez despertar na intelectualidade brasileira um certo sentimento de desprezo por sua figura. Em uma apresentação no Cassino da Urca, em 15 de julho de 1940, após sua volta dos Estados Unidos e com a presença de políticos importantes do Estado Novo, foi apupada por aqueles que a consideravam "americanizada". Entre seus críticos, havia muitos simpatizantes de correntes políticas contrárias à presença norte-americana.
Dois meses depois, Carmen Miranda voltaria ao mesmo palco e seria fartamente aplaudida por uma plateia mais afeita ao seu repertório, então já atualizado com respostas como "Disseram que Voltei Americanizada", especialmente composta por Vicente Paiva e Luiz Peixoto. No mesmo mês, ela gravou seus últimos discos no Brasil.
| “ | "Não é certo nem verdadeiro, que eu tenha afirmado nos Estados Unidos a minha nacionalidade, sou brasileira, porque aqui me encontro desde a idade de um ano; e nesta terra me eduquei e fiz minha carreira artística. É ao povo brasileiro — aos meus patrícios — que devo todo este incentivo, todo este aplauso, todas estas homenagens. E não ha, sequer, uma entrevista minha, em qualquer órgão de imprensa, em que não tivesse sempre reafirmado, categoricamente, este meu amor, este meu carinho, esta minha admiração pelo Brasil." | ” |

### 1939—1940: Estreia na Broadway e carreira no cinema americano

Bud Abbott (esquerda) e Lou Costello com Carmen Miranda.

Miranda chegou a Nova Iorque em 18 de maio. Ela e o Bando da Lua fizeram sua primeira apresentação na Broadway em 19 de junho de 1939, em The Streets of Paris, uma revista musical estrelada por Bobby Clark, os comediantes Abbott & Costello, Luella Gear e o cantor Jean Sablon, entre os principais artistas. Era uma produção de Ole Olsen e Chic Johnson, em parceria com Lee Shubert, e estreou inicialmente no Shubert Theatre de Boston em 29 de maio de 1939. Embora a parte de Miranda fosse pequena, ela recebeu boas críticas e se tornou uma sensação na mídia.
De acordo com o crítico de teatro do New York Times, Brooks Atkinson, a maioria dos números musicais era "de mau gosto", se comparada às genuínas revistas parisienses. Atkinson continua: "Mas foram os sul-americanos que contribuíram com a personalidade mais magnética da revista. Carmen Miranda canta suas 'rápidas canções', acompanhada de uma banda brasileira. O calor que ela irradia vai sobrecarregar as fábricas de ar-condicionado neste verão". O colunista Walter Winchell relatou em sua coluna no New York Daily Mirror que uma nova estrela tinha nascido, que salvaria a Broadway da queda nas vendas de ingressos causada pela popularidade da Feira Mundial de Nova Iorque de 1939. O elogio de Winchell a Carmen e seu Bando da Lua foi repetido em seu programa diário na rede de rádio ABC, que atingia 55 milhões de ouvintes. A imprensa elogiou Miranda como "A garota que está salvando a Broadway da Feira Mundial".
O revisor teatral da revista Life, escrevendo sobre o show, disse: "Perto do final do primeiro ato de Streets of Paris, uma jovem chamativa, vestindo uma roupa estranha de cores vivas, se contorce através das cortinas e começa a confundir o público já deslumbrado em um breve número de canções em português. Em parte porque sua melodia incomum e ritmos fortemente acentuados são diferentes de tudo o que já se ouviu em uma revista musical em Manhattan, e em parte porque não há nenhum significado, exceto os olhos insinuantes de Carmen Miranda, ela e suas músicas são o hit do show". A revista Time escreveu que “ela é a garota que para o show, que todos admiram, e a qual todos se sentem atraídos”. Um crítico resumiu seu surpreendente apelo: "ela é a maior sensação teatral do ano". A revista foi um sucesso e permaneceu em cartaz em Nova Iorque por todo um semestre, totalizando 274 apresentações. Sendo depois levada para Pittsburgh, Filadélfia, Baltimore e Washington D.C., chegando a Chicago, Detroit e Cleveland. Em 5 de março de 1940, ela fez uma performance perante o presidente Franklin D. Roosevelt durante um banquete na Casa Branca.

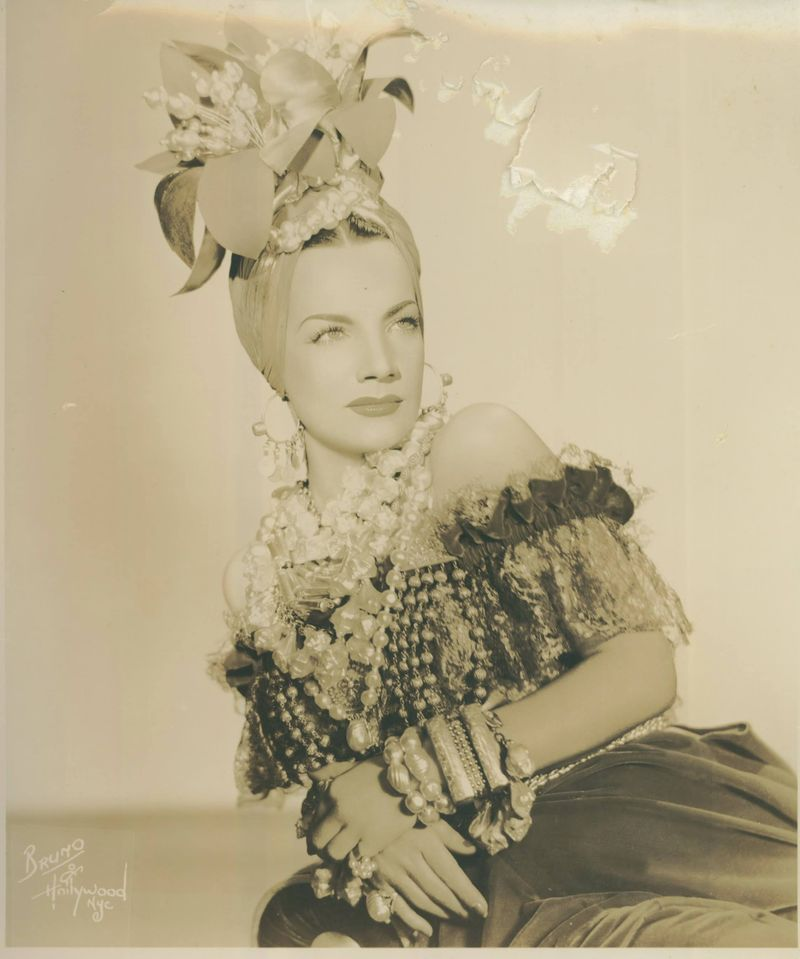
Foto promocional de Carmen Miranda no filme Down Argentine Way (1940).

Assim que a notícia da mais recente estrela da Broadway, chamada de "Brazilian Bombshell", chegou a Hollywood, a Twentieth Century-Fox começou a desenvolver um filme para apresentá-la. Lançado em 1940, Down Argentine Way foi um grande sucesso e criou um tipo de musical hollywoodiano totalmente novo, que definiria em grande parte o avançado estilo da Fox durante a década seguinte, apresentando o popular Don Ameche e a novata Betty Grable. O filme se tornou o musical número 1 do estúdio naquele ano, gerando uma receita de US$ 2 milhões de dólares e três indicações ao Oscar. Produzido por Darryl F. Zanuck, o filme era uma refilmagem de Kentucky, de 1938, e levou mais de 10 meses de filmagem para ser concluído — na ocasião, a mais longa na história da companhia. No enredo, os personagens principais viajam à Argentina, onde visitam o clube noturno "El Tigre", e onde encontram Carmen Miranda, como ela mesma, cantando os números de seu musical da Broadway. Apesar de não interagir com o elenco, sua performance recebeu elogios por parte da crítica. Ted Sennet, em seu livro Hollywood Musicals, escreve que "Carmen Miranda canta com uma energia que ameaça fazer desabar o absurdamente alto e enfeitado turbante em sua cabeça".
Down Argentine Way é considerado o primeiro de muitos filmes feitos pela Fox para implementar a chamada  "Política de Boa Vizinhança" do presidente Franklin D. Roosevelt em relação à América Latina. Durante a Segunda Guerra Mundial, o governo dos Estados Unidos desenvolveu uma agência administrativa para incentivar boas relações com a América Latina, devido à crescente influência nazista na região. O Escritório de Assuntos Inter-Americanos foi criado para promover e estimular especificamente a produção de filmes de "boa vizinhança". A produção de Down Argentine Way antecedeu a criação do Gabinete de Assuntos Interamericanos, mas foi provavelmente influenciada pela política administrativa de Roosevelt. Os filmes eram muito populares nos Estados Unidos, mas não foram bem-sucedidos como propaganda destinada à América Latina, porque faltava autenticidade regional.
Carmen Miranda assinou um contrato com a Fox em 1940, enquanto ainda estava em cartaz em The Streets of Paris. Como não poderia ir a Hollywood, seus números para o filme foram filmados em Nova Iorque.

### 1941—1945: Estrelato na Fox

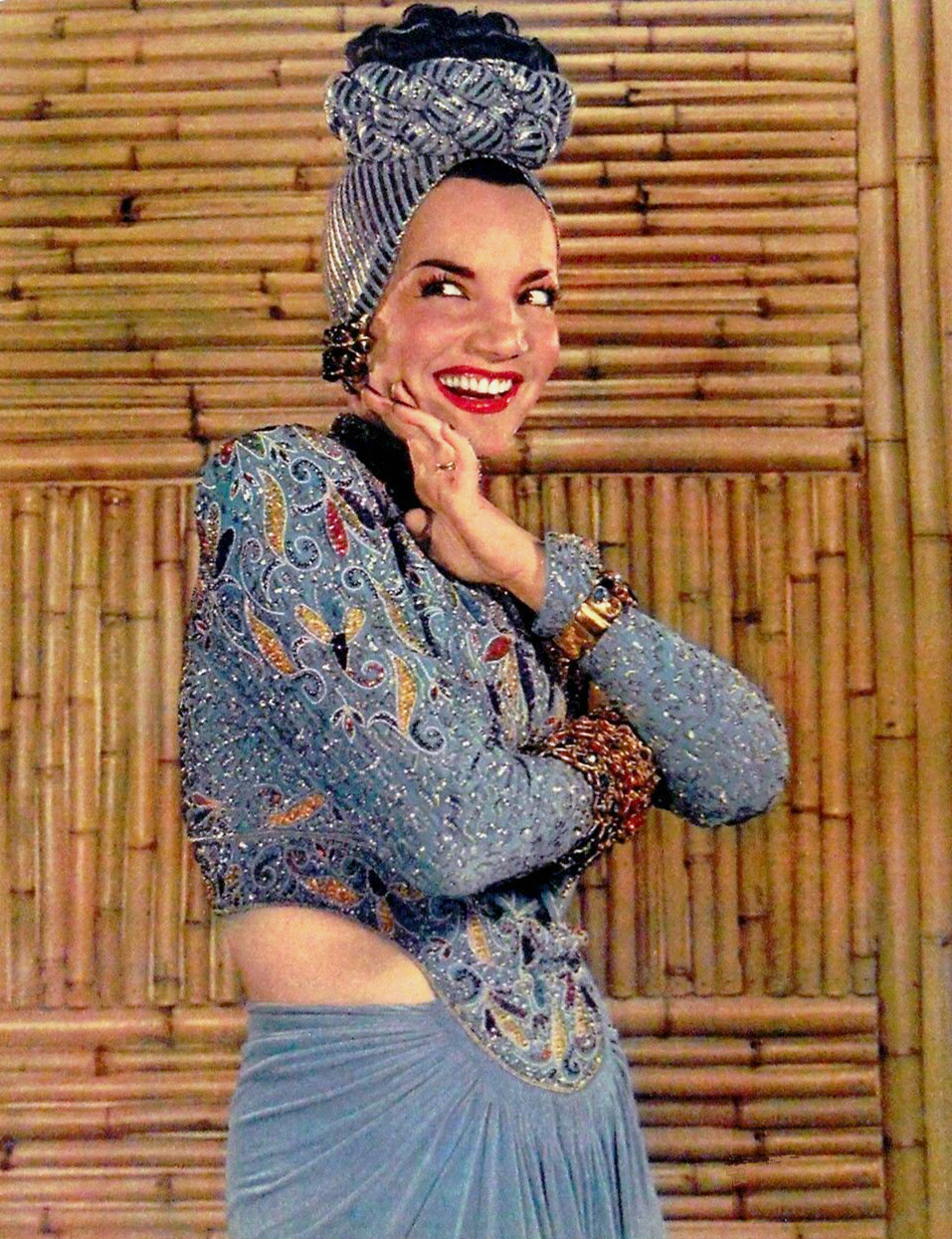
Carmen Miranda na revista New York Sunday News em 1941.

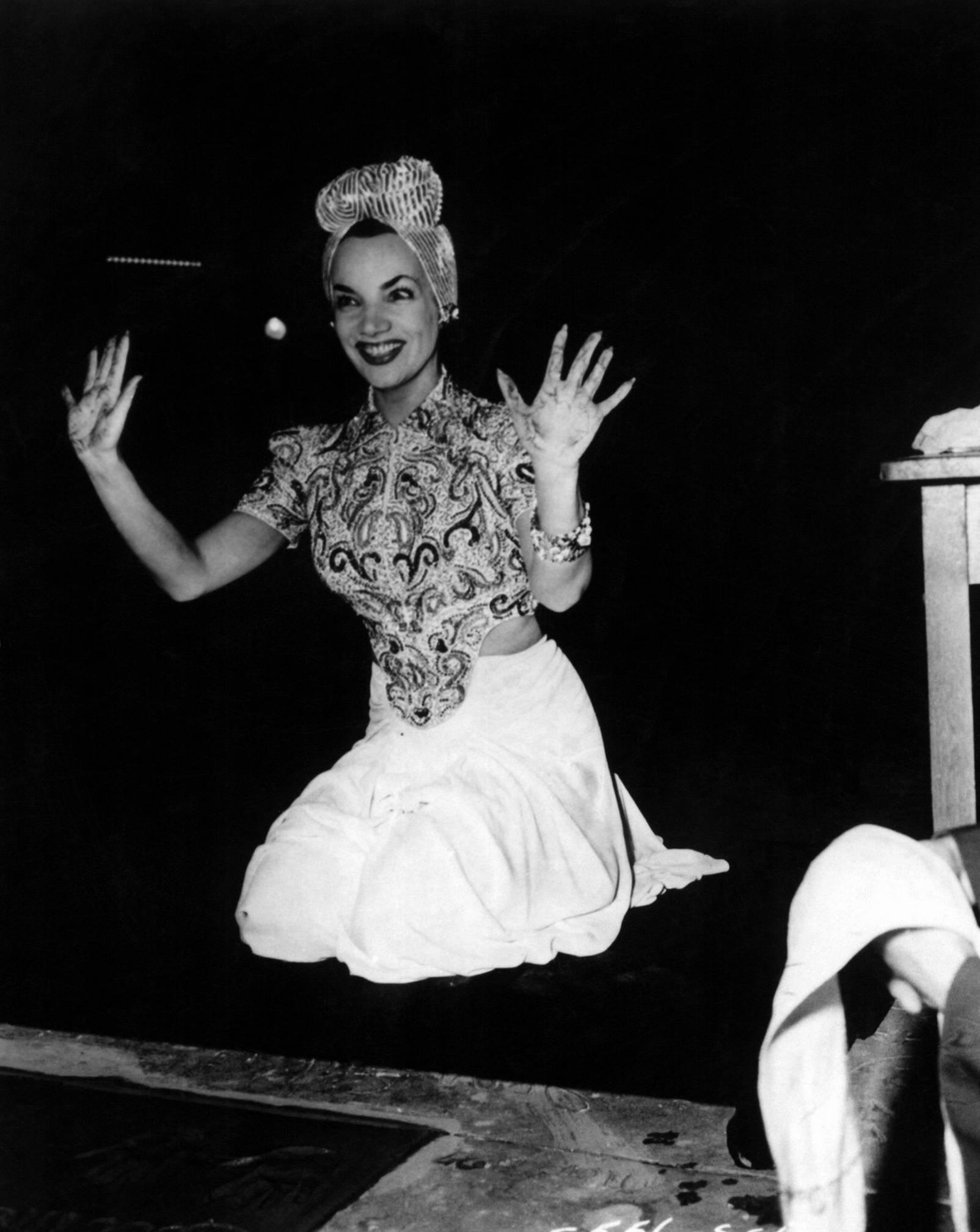
Em 1941, Miranda foi convidada a deixar suas pegadas no Grauman's Chinese Theatre.

Durante os anos de guerra, Carmen Miranda estrelou oito de seus catorze filmes. Embora os estúdios a chamassem de "Brazilian Bombshell", seus papéis no cinema tinham uma identidade latino-americana indefinida. Com o lançamento de That Night in Rio, do diretor Irving Cummings, a Variety escreveu: "[Don] Ameche convence em um papel duplo, e [Alice] Faye é atraente de se ver, mas é a tempestuosa Carmen Miranda que realmente se destaca a partir da primeira sequência". O New York Times disse: "Sempre que Don Ameche ou outro dos personagens sai do caminho e deixa que [Carmen] Miranda fique com a tela, o filme ferve em malícia". Anos mais tarde, Clive Hirschhorn escreveu que That Night in Rio "era o ápice do musical do tempo de guerra da Fox — exageradamente aparamentado, e uma totalmente irresistível cornucópia de ingredientes escapistas, cujo total profissionalismo era tão deslumbrante quanto a cor, os cenários, os trajes e a quantidade de garotas despejadas no filme".
Em 24 de março de 1941, Carmen Miranda tornou-se a primeira latino-americana a ser convidada a colocar suas mãos e pegadas no cimento do pátio do Grauman's Chinese Theatre.
O seu trabalho seguinte, Week-End in Havana (1941), foi dirigido por Walter Lang, com William LeBaron como produtor. O elenco incluía Alice Faye, John Payne e Cesar Romero. Depois desse terceiro esforço para ativar o "quente segue latino", a Fox foi apelidada por Bosley Crowther de "a melhor vizinha em Hollywood". O musical recebeu críticas variadas em seu lançamento. René Reyna, um crítico de cinema cubano, chamou-o de "um parto de sete meses de Hollywood". No entanto, o filme rendeu mais do que o esperado nas bilheteiras. Quando estreou em 17 de outubro de 1941 no Grauman's Chinese Theatre, tornou-se o filme mais rentável daquela semana, superando Citizen Kane. Segundo o Levantamento Nacional de Bilheteira, realizado pela revista Variety, Week-End in Havana rendeu mais de US$ 1 milhão de dólares nos últimos três meses de 1941.
Após o término das filmagens, Carmen Miranda e o Bando da Lua retornaram a Nova Iorque para mais um musical da Broadway, chamado Sons o' Fun, que estreou no Shubert Theatre de Boston em 31 de outubro de 1941. Sobre a estreia, a Variety declarou que "alguns bons números especiais fazem crescer o seu valor de bilheteira, e Carmen Miranda é um deles". Com o sucesso em Boston, o musical chegou ao Winter Garden Theatre de Nova Iorque. O crítico do New York Herald Tribune, Richard Watts Jr., escreveu que as performances de Carmen Miranda davam "ao show um toque de distinção". Sons O'Fun tornou-se o principal espetáculo da Broadway naquele ano, rendendo mais de 41 mil dólares em sua primeira semana e permanecendo em cartaz por 742 dias. Em 1º de junho de 1942, Carmen Miranda deixou a produção e partiu de volta a Hollywood. Nesse mesmo período, ela fez algumas gravações para a Decca Records. Em 1942, a 20th Century-Fox pagou US$ 60 mil para Lee Shubert encerrar seu contrato com Miranda. Ela terminou a turnê de Sons o' Fun e começou a filmar Springtime in the Rockies, uma comédia musical estrelada ao lado de Betty Grable, com John Payne e Cesar Romero. O filme tornou-se um sucesso comercial, entrando para a lista dos mais rentáveis do ano e gerando mais de US$ 2 milhões de dólares em faturamento para o estúdio. De acordo com uma crítica do Chicago Tribune, o filme era "insensato, mas intrigante para os olhos. O enredo básico é espirrado com músicas e danças, e os olhos e as mãos de Carmen Miranda".
Em 1943, Carmen Miranda apareceu em The Gang's All Here, dirigido por Busby Berkeley. Os musicais de Berkeley eram famosos por seu espírito inovador e sua maestria com a câmera, e o papel de Carmen Miranda como Dorita caracterizou definitivamente sua carreira como "The Lady in the Tutti Frutti Hat". Este foi o primeiro filme em cores dirigido por Berkeley, cujos números musicais extravagantes receberam elogios da crítica. Richard Brody, do The New Yorker, escreveu que o filme é um exemplo notável de como a arte cinematográfica pode expandir os limites do gênero musical e permanecer relevante décadas depois. Durante as filmagens, Carmen Miranda estava lidando com uma pequena falha no nariz, resultado de uma plástica mal-sucedida, mas conseguiu escondê-la com maquiagem. Após o término das gravações, ela passou por outra cirurgia, que quase lhe custou a vida devido a uma infecção no fígado. The Gang's All Here foi incluído entre as 10 maiores bilheteiras daquele ano e também foi o filme mais caro da 20th Century-Fox até então. Além disso, recebeu uma nomeação ao Oscar de Melhor Direção de Arte. Até então, Miranda parecia estar presa a papéis exóticos, e seu contrato com o estúdio ainda a forçava a aparecer em eventos usando seus figurinos extravagantes. Uma música que ela gravou, "I Make My Money With Bananas", parecia prestar homenagem, de forma um tanto irônica, ao seu "typecasting".

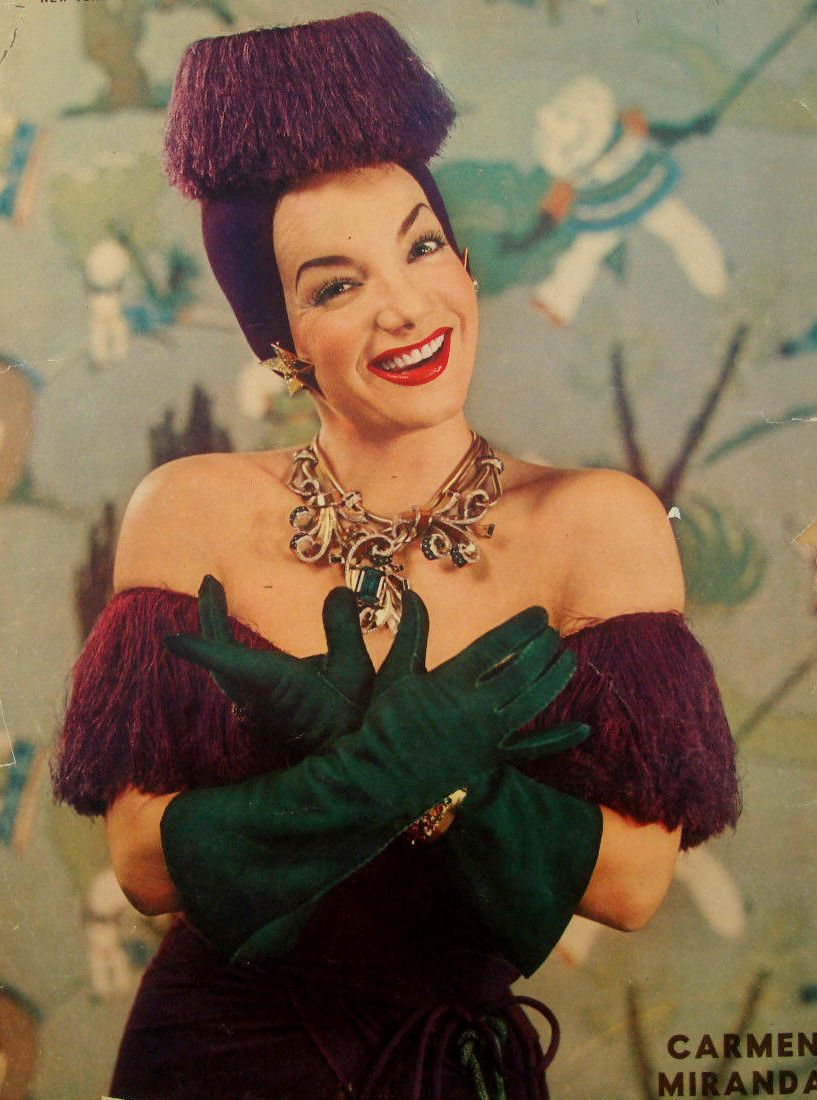
Carmen Miranda em 1943.

No ano seguinte, Miranda fez uma aparição em Four Jills in a Jeep, um filme baseado numa aventura real das atrizes Kay Francis, Carole Landis, Martha Raye e Mitzi Mayfair. O elenco conta com as participações de Alice Faye e Betty Grable, em aparições curtas, cada qual cantando um de seus antigos sucessos numa estação de rádio, como se estivessem sendo transmitidos para os soldados. Em 1944, Miranda também estrelou, ao lado de Don Ameche, em Greenwich Village, um musical da 20th Century-Fox com William Bendix e Vivian Blaine. O filme foi mal recebido; para o New York Times, a fórmula Miranda-Ameche perdera a magia, principalmente porque "Don Ameche representa com o ar de um substituto". Peggy Simmonds, em sua revisão para o The Miami News, disse que "felizmente Greenwich Village é feito em Technicolor e tem Carmen Miranda. Infelizmente para Carmen Miranda, a produção não lhe faz justiça; o efeito geral é decepcionante. Ela não tem a vantagem de ter boas falas como em seus últimos filmes, mas ainda assim brilha sempre que aparece".
O terceiro filme com Carmen Miranda lançado em 1944 foi Something for the Boys, uma comédia baseada em um musical de sucesso da Broadway do ano anterior, com música e letras de Cole Porter. Este seria o primeiro dos seus filmes sem William Le Baron ou Darryl F. Zanuck como produtores. No lugar deles, o responsável pela produção foi Irving Starr, encarregado da segunda linha de filmes do estúdio. Para a revista Time, o filme "acaba por não ter nada de muito notável". Em 1945, Carmen Miranda foi a mulher mais bem paga dos Estados Unidos, segundo o Departamento do Tesouro, ganhando mais de 200 mil dólares no ano.

### 1946—1955: Declínio e últimos filmes

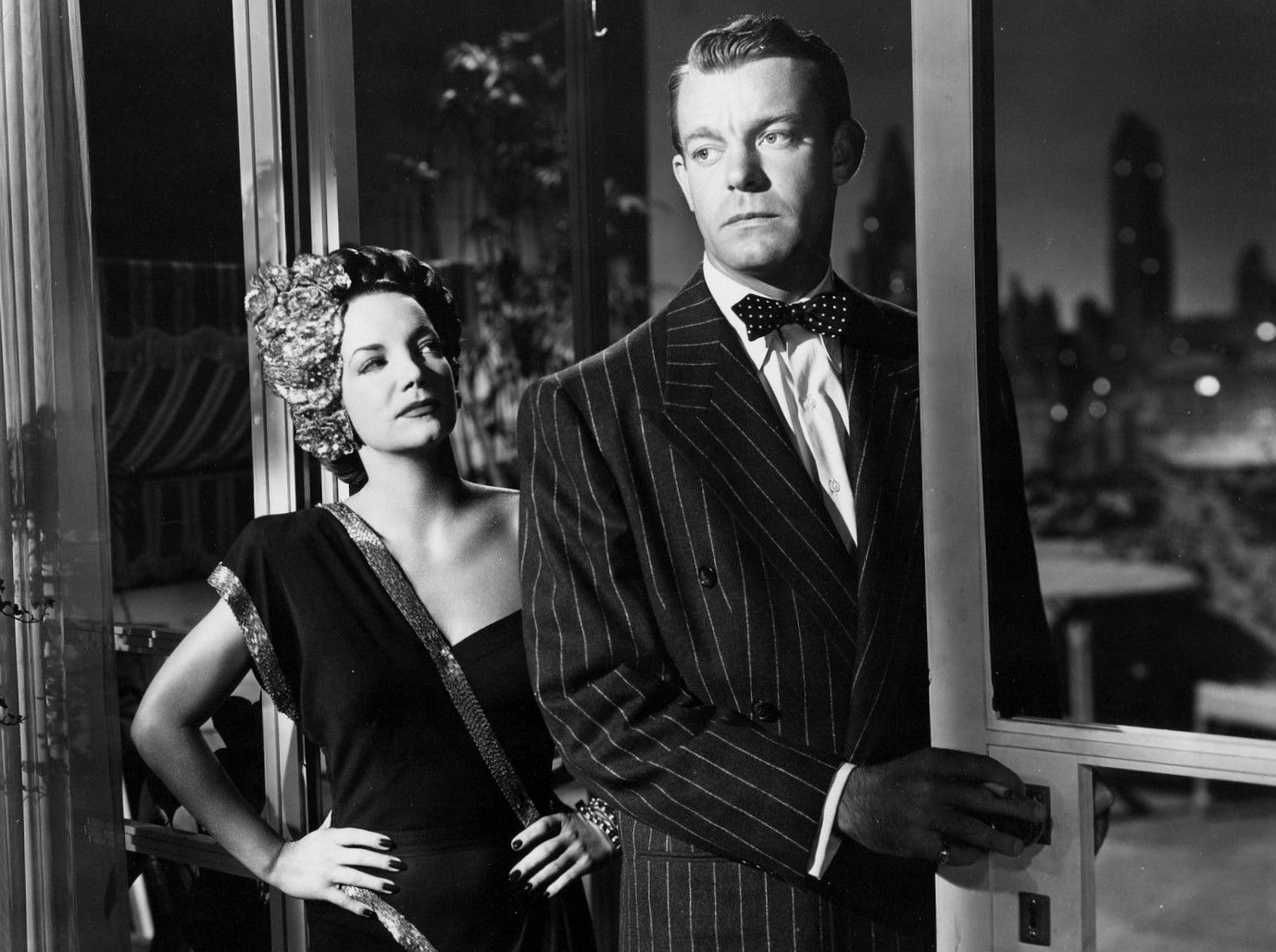
Doll Face (1945), primeiro filme em preto-e-branco de Carmen Miranda para a Fox.

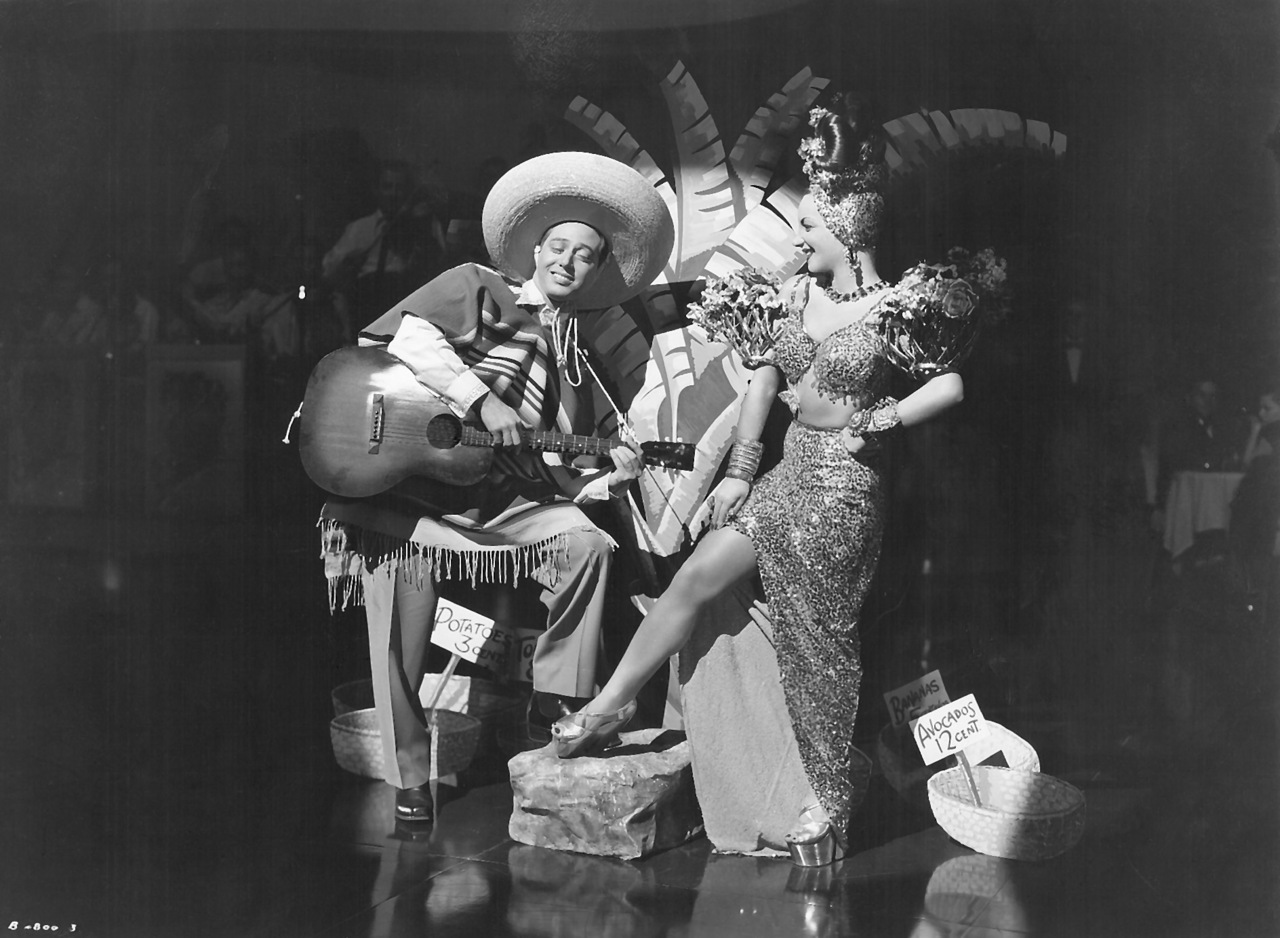
Andy Russell e Carmen Miranda em uma cena do filme Copacabana (1947).

Com o fim da Segunda Guerra Mundial, os filmes seguintes de Carmen Miranda na 20th Century Fox foram feitos em preto e branco, o que refletia o interesse cada vez menor de Hollywood nela e na representação dos latino-americanos em geral. A Carmen monocromática apresentada nesses musicais não era o que o público esperava, e isso, sem dúvida, contribuiu para reduzir o apelo de bilheteira do musical Doll Face (1945), no qual Miranda foi rebaixada para a quarta posição no elenco. Seu papel de Chita Chula era anunciado no filme como "a pequena dama do Brasil" e não passava de um personagem cômico, infinitamente alegre, confidente da personagem principal, Doll Face, interpretada por Vivian Blaine. A crítica do New York Herald Tribune dizia: "Carmen Miranda faz o que sempre fez, só que não tão bem"; de acordo com o The Sydney Morning Herald, "Carmen Miranda aparece em apenas um número musical. O resultado não é um sucesso, mas a culpa é do diretor, não de Carmen".
Seu filme seguinte, If I'm Lucky (1946), uma refilmagem de Thanks a Million (1935), foi feito quando ela não estava mais sob contrato com o estúdio, e Miranda foi novamente o quarto nome no elenco. Nele, havia todos os elementos que caracterizavam seus últimos personagens: o forçado sotaque caricato, além de seus figurinos característicos. Lançado em 2 de setembro de 1946, o filme recebeu críticas desfavoráveis da imprensa. Bosley Crowther, do New York Times, chamou-o de "uma das mais ridículas histórias que já impressionou".
Se, em 1945, Carmen Miranda se tornara a mulher mais bem paga dos EUA, em 1946 seu nome não aparecia na lista dos "30 mais bem pagos de Hollywood" compilada pela Variety, e nenhum de seus filmes figurava entre os "60 mais rentáveis daquele ano". Com o fim de seu contrato, em 1º de janeiro de 1946, ela tomou a decisão de prosseguir sua carreira de atriz livre das limitações dos estúdios. Sua ambição era mudar sua imagem e assumir papéis diferentes no cinema, e, com isso, aceitou uma oferta da United Artists para desempenhar o principal papel na comédia Copacabana, ao lado de Groucho Marx. No entanto, fragmentos de sua velha caricatura foram mantidos neste musical, no qual ela interpreta dois papéis distintos: o da loira Mademoiselle Fifi e o da cantora brasileira Carmen Navarro. Copacabana recebeu críticas positivas e obteve breve sucesso em Nova Iorque. A Variety reconheceu que "Miranda deu bem conta do papel semiduplo, brilhando na comédia". Porém, o filme não atraiu comentários entusiásticos nem as multidões que os musicais da Fox haviam atraído durante a guerra, e, por melhor que fosse a sua atuação, representar dois papéis quase idênticos aos de seus antigos filmes significava que ela não havia conseguido escapar de seu estereótipo.

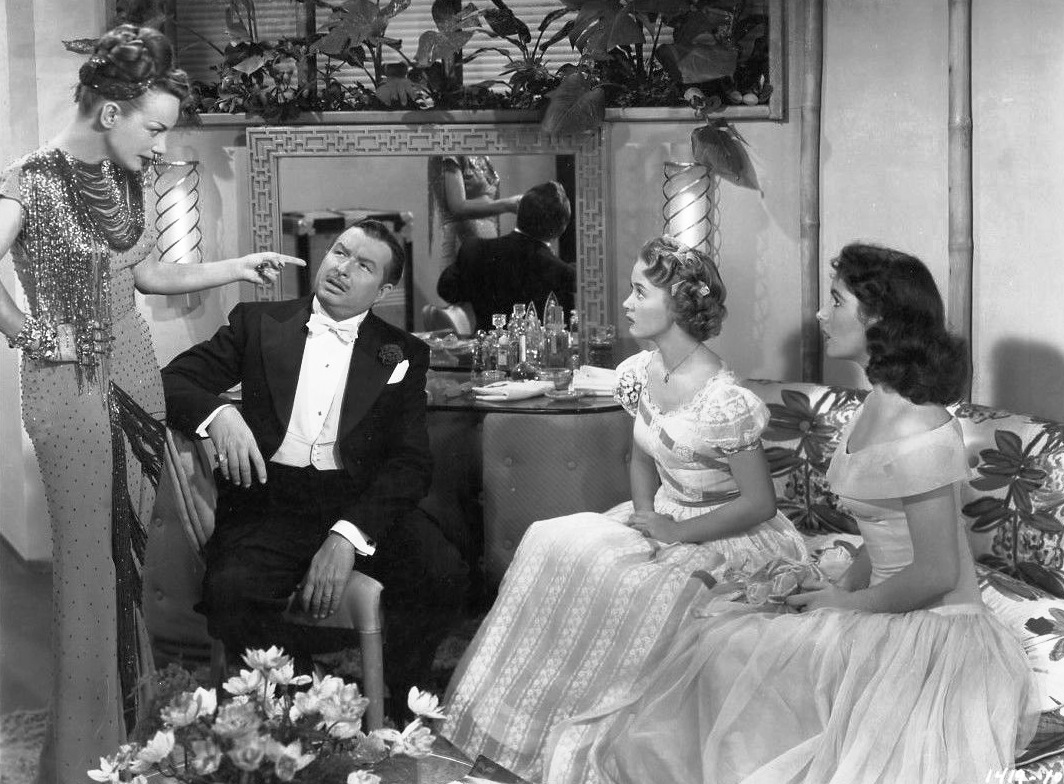
Carmen Miranda com Xavier Cugat, Jane Powell e Elizabeth Taylor em A Date with Judy (1948).

Seu projeto seguinte no cinema foi um filme produzido por Joe Pasternak para a Metro-Goldwyn-Mayer, A Date with Judy, lançado em 1948. Era uma comédia em que Miranda aparece a maior parte das vezes sem a roupa de "baiana", utilizando trajes simples, porém atraentes, criados por Helen Rose. Os críticos concordaram que ela era o melhor que um filme sem maior interesse tinha a oferecer. O New York Times observou que "os momentos mais alegres" cabiam a Carmen Miranda, "cuja voz permanece uma fonte de delicado espanto para este observador". O sucesso de bilheteira foi tal que, no final de 1948, A Date with Judy ficou em nono lugar na lista dos filmes mais rentáveis, enquanto o primeiro lugar foi ocupado por Road to Rio, um filme que se destacava pela imitação que Bob Hope fazia de Carmen Miranda. Embora sua carreira cinematográfica estivesse em declínio, a carreira musical de Carmen Miranda permaneceu sólida. Ela ainda era uma atração popular em casas noturnas e na televisão. De 1948 a 1950, Miranda se uniu às Andrews Sisters para produzir e gravar uma série de singles pela Decca Records. Na primavera de 1948, Miranda embarcou em uma turnê de seis semanas no London Palladium, a partir de 26 de abril. A Europa, e especialmente Londres, era então o principal escoadouro para os artistas americanos durante o pós-guerra.

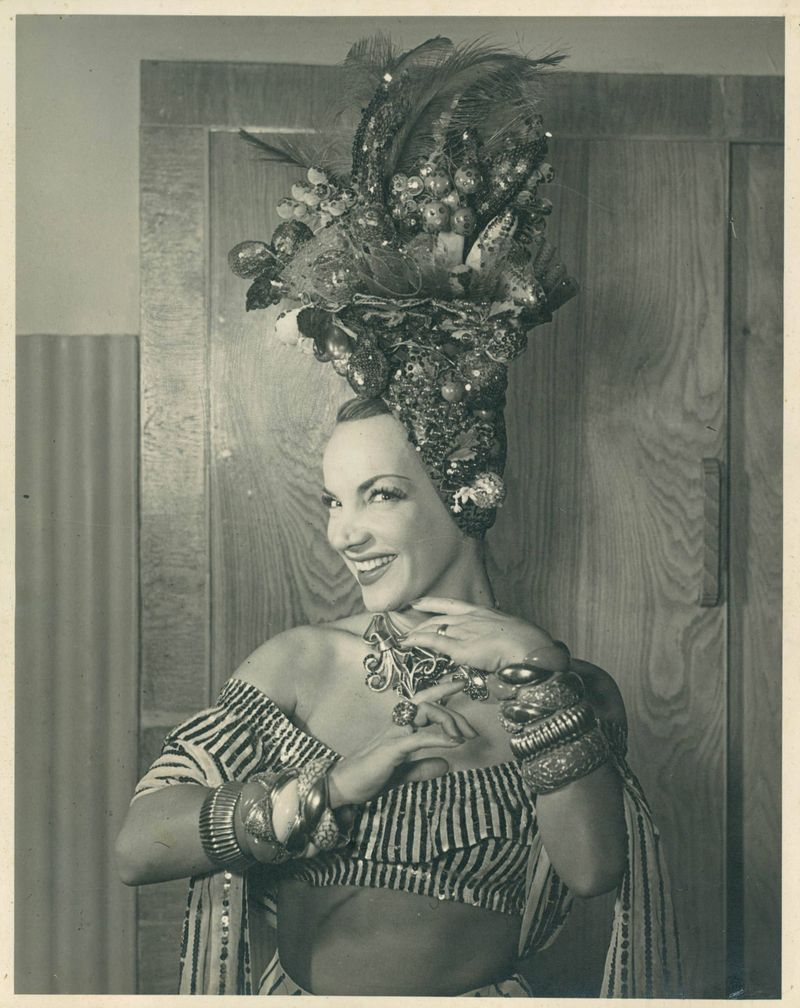
Carmen Miranda durante um show no London Palladium, em abril de 1948.

Carmen Miranda em Scared Stiff (1953).

Em 1950, Carmen Miranda apareceu em outra produção de Joe Pasternak, o musical Nancy Goes to Rio, uma refilmagem de It's a Date (1940). O elenco principal era formado por Ann Sothern, Jane Powell, Barry Sullivan e Louis Calhern. O St. Petersburg Times descreveu-o como "um filme totalmente agradável", mas observou que "o technicolor não é muito gentil com Ann Sothern, que parece muito mais velha, nem com a loira Carmen Miranda, que perde um pouco de sua atratividade". Em seu último filme, Scared Stiff (1953), estrelado pela dupla Dean Martin e Jerry Lewis, Carmen Miranda representou um papel secundário e pouco apareceu na história. O filme foi duramente criticado, e o New York Times disse: "Embora Miranda apareça cheia de animação e execute uma ou duas vezes o seu tipo especial de dança e canto, seu único serviço apreciável é dar a deixa para Lewis em um número em que faz uma imitação dela, que não é nada boa". A maioria de suas cenas foi eliminada na sala de montagem. Ainda em 1953, Miranda realizou uma turnê pela Europa, que a levou a 14 cidades na Itália, Suécia (chegou a receber simbolicamente as chaves da cidade de Estocolmo), Finlândia, Bélgica e Dinamarca.
Desde o início de sua carreira americana, Carmen Miranda fez uso de barbitúricos para poder dar conta de uma agenda extenuante. Adquiria as drogas com receitas médicas, pois, na época, elas eram receitadas pelos médicos sem muitas preocupações com os efeitos colaterais. Nos Estados Unidos, tornou-se dependente de vários outros remédios, tanto estimulantes quanto calmantes. Por conta do uso cada vez mais frequente, Miranda desenvolveu uma série de sintomas característicos do uso de drogas, mas não percebia os efeitos devastadores, que foram erroneamente diagnosticados como estafa (cansaço) por médicos americanos.
Em 3 de dezembro de 1954, Carmen Miranda retornou ao Brasil após uma ausência de 14 anos. Durante sua viagem, continuava casada e estava enfrentando problemas conjugais com o marido. Seu médico brasileiro constatou a dependência química e tentou desintoxicá-la. Para isso, ela precisou ficar internada por quatro meses numa suíte do hotel Copacabana Palace. Miranda melhorou, embora não tenha abandonado completamente os remédios. Os exames realizados no Brasil não constataram alterações na frequência cardíaca. Ligeiramente recuperada, Carmen Miranda retornou aos Estados Unidos em 4 de abril de 1955. Imediatamente começou com as apresentações. Fez uma turnê por Las Vegas para a inauguração do Cassino New Frontier, onde ficou por seis semanas. Em seguida, embarcou para uma temporada de duas semanas no clube Tropicana, em Havana, Cuba.
De volta a Los Angeles, ela recebeu uma proposta da CBS para ter seu próprio programa semanal na televisão, The Carmen Miranda Show, que seria coestrelado por Dennis O'Keefe, em um formato semelhante ao de I Love Lucy. Mas, antes disso, concordou em gravar uma participação no programa de Jimmy Durante para a NBC, em 4 de agosto de 1955, sendo esta a sua última aparição.

### Morte

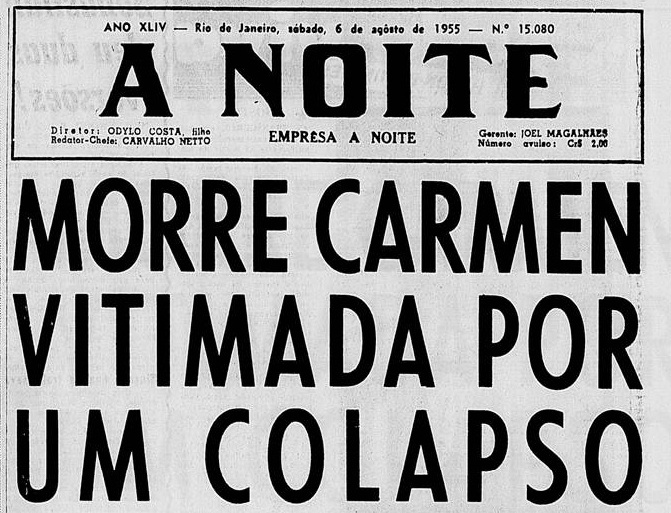
Manchete da primeira página do jornal A Noite noticia a morte de Carmen Miranda em 6 de agosto de 1955.

Carmen Miranda foi encontrada morta em um corredor de sua casa em Beverly Hills na manhã de 5 de agosto de 1955. A atriz havia terminado na noite anterior as filmagens de um episódio do The Jimmy Durante Show para a NBC. De acordo com Durante, Miranda reclamou de se sentir mal antes das filmagens; ele se ofereceu para encontrar uma substituta para ela, mas ela recusou. Depois de completar "Jackson, Miranda e Gomez", um número de música e dança com Durante, ela caiu de joelhos. Durante disse mais tarde: "Achei que ela tivesse escorregado. Ela se levantou e disse que estava sem fôlego. Eu disse a ela que pegaria suas falas. Mas ela continuou com elas. Terminamos o trabalho por volta das 11 horas e ela parecia feliz". Após o último take, Miranda e Durante fizeram uma performance improvisada no set para o elenco e técnicos. Em seguida, alguns membros do elenco e amigos foram convidados por ela para uma pequena festa em sua casa.
Era cerca de 03h00 quando ela subiu as escadas para seu quarto. Miranda tirou a roupa, colocou seus sapatos de plataforma em um canto, acendeu um cigarro, colocou-o em um cinzeiro e foi ao banheiro retirar a maquiagem. Carmen Miranda aparentemente saiu do banheiro com um pequeno espelho circular na mão. No pequeno corredor que leva ao seu quarto, ela caiu no chão e morreu de um ataque cardíaco, aos 46 anos. Seu corpo foi encontrado por volta das 10h30, caído no corredor.
Seu médico particular, Dr. W. L. Marxer, foi chamado às pressas, mas ela já estava morta. Ele disse ao Los Angeles Times que Carmen Miranda não tinha histórico de problemas cardíacos e que, além de uma breve bronquite nas últimas semanas, a estrela encontrava-se em perfeita saúde.

### Funeral

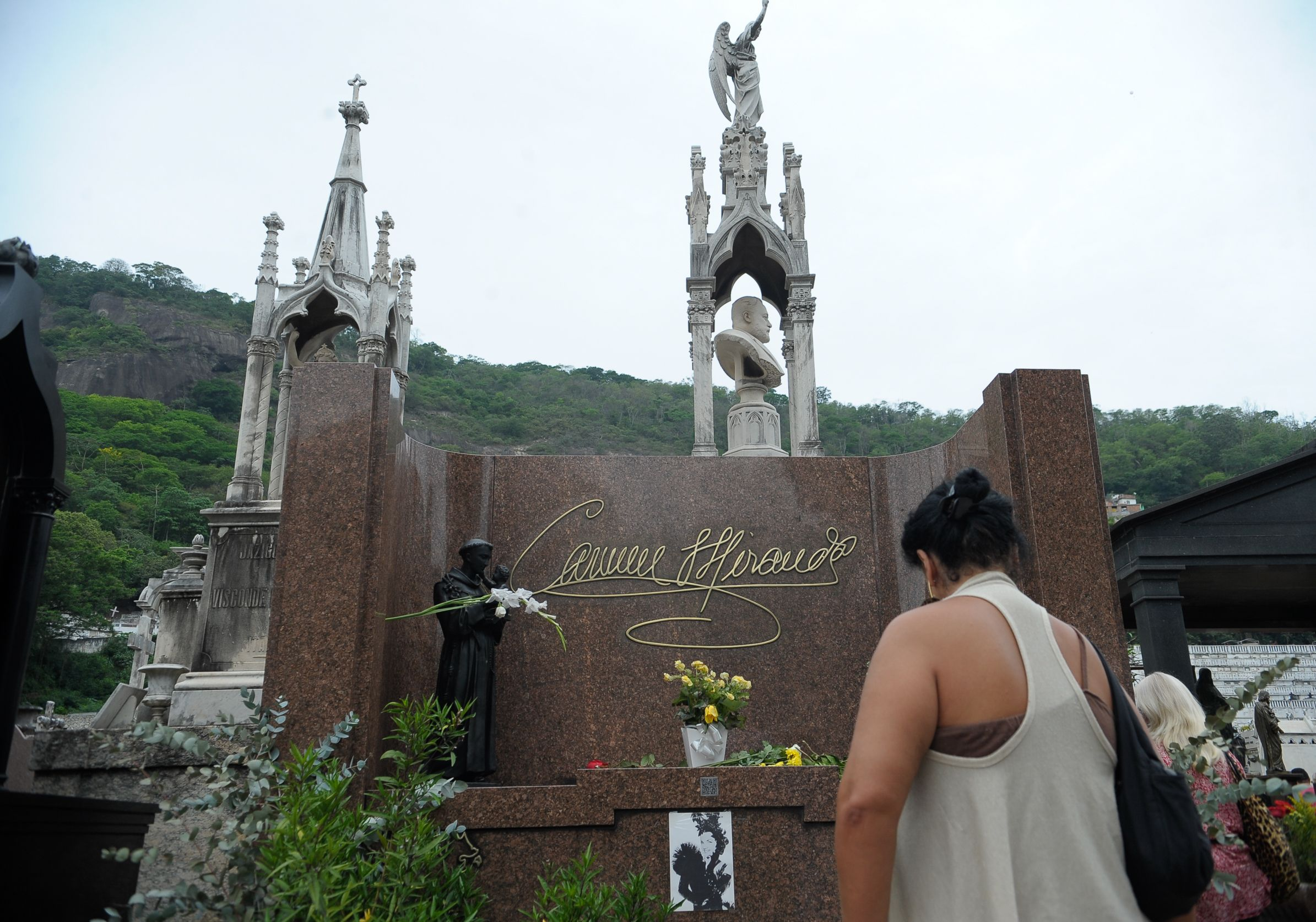
O tumulo de Carmen Miranda no Cemitério São João Batista, na cidade do Rio de Janeiro.

Aurora Miranda, sua irmã, recebeu na mesma madrugada um telefonema do médico de Carmen avisando sobre o falecimento. Heron Domingues, da Rádio Nacional do Rio de Janeiro, foi o primeiro a noticiar a morte da cantora em uma edição extraordinária do Repórter Esso. Todas as emissoras interromperam suas programações para transmitir, em edição extra, o triste acontecimento. Edições extras de jornais circularam no próprio dia 5, e, no sábado, a notícia foi manchete em todos os jornais do país e do mundo.
Somente na manhã do dia 12 de agosto, o avião Douglas DC-4 Skymaster da Real-Aerovias Brasil, em voo especial, pousou no Aeroporto do Galeão, no Rio, trazendo o corpo de Carmen Miranda. Em um caminhão aberto do Corpo de Bombeiros do Distrito Federal e envolto com a bandeira do Brasil, o ataúde de bronze foi levado para o centro da cidade, escoltado por batedores da Polícia Especial em motocicletas, com sirenes abertas. Por todo o trajeto, milhares de pessoas se despediram. Antes da saída do cortejo, o presidente da Câmara Municipal do Rio de Janeiro, Salomão Filho, falou, em nome da cidade, dando o último adeus à artista. Sessenta mil pessoas compareceram ao seu velório, realizado no saguão da Câmara Municipal da então capital federal. O cortejo fúnebre até o Cemitério São João Batista foi acompanhado por cerca de meio milhão de pessoas, que cantavam esporadicamente, em surdina, "Taí", um de seus maiores sucessos. Foi a maior manifestação popular já realizada no Rio de Janeiro até hoje.
No ano seguinte, o prefeito do Distrito Federal, Francisco Negrão de Lima, assinou um decreto criando o Museu Carmen Miranda, o qual foi inaugurado somente em 1976, no Aterro do Flamengo. Hoje, uma estátua em sua homenagem se localiza no Largo da Carioca, no Rio de Janeiro.

### Vida pessoal
No Brasil, Carmen Miranda namorou o jovem Mário Cunha, remador do Flamengo, e o bon vivant Carlos Alberto da Rocha Faria, filho de uma tradicional família carioca. Na década de 1930, manteve um relacionamento amoroso com o músico Aloysio de Oliveira, integrante do Bando da Lua, de quem chegou a engravidar, mas fez um aborto, pois estava no auge de sua carreira e não queria ter filhos no momento.
Nos Estados Unidos, manteve breves romances com o mexicano Arturo de Córdova, os americanos John Payne, Dana Andrews, Harold Young e Donald Buka, além de uma paixão tórrida com o brasileiro Carlos Niemeyer, na época piloto da Força Aérea Brasileira.

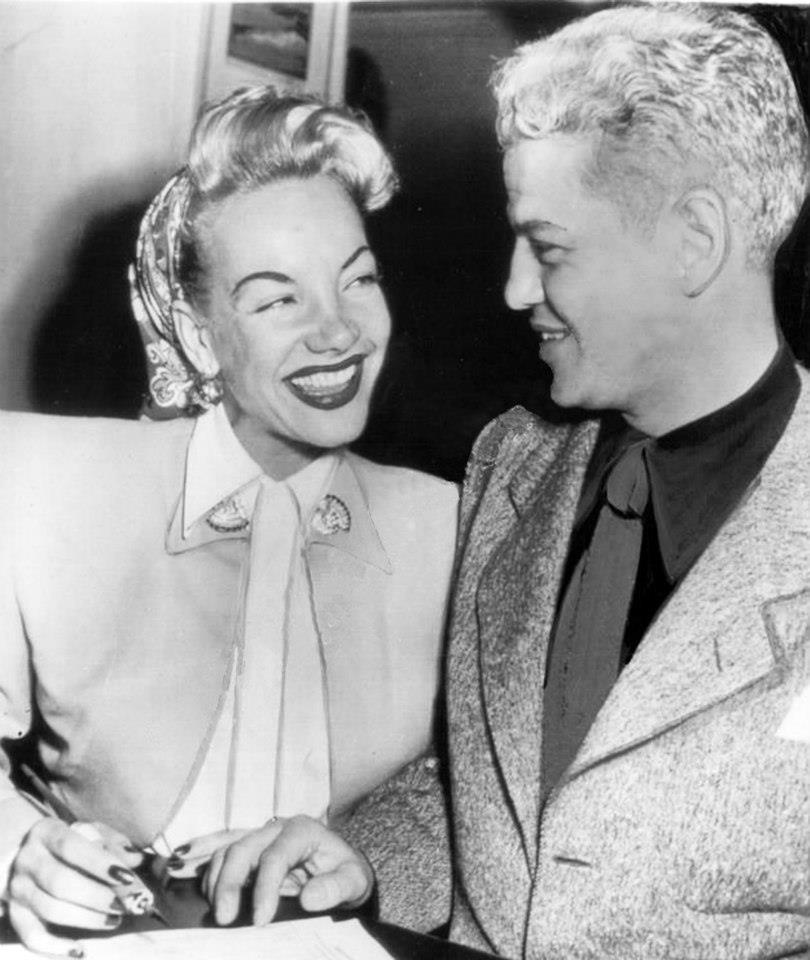
Carmen Miranda e David Sebastian, ao assinarem a certidão de casamento em Los Angeles (1947).

Foi durante as filmagens de Copacabana (1947) que Carmen Miranda conheceu seu futuro marido, David Sebastian (1908-1990), que, nos créditos, aparece como assistente de produção. Ele cuidava dos interesses do irmão, cofinanciador do filme. Os dois se casaram no dia 17 de março de 1947, na Igreja do Bom Pastor, em Beverly Hills, em uma cerimônia celebrada pelo reverendo Patrick J. Concannon. O casamento é apontado por todos os seus biógrafos como o começo de sua decadência moral e física. Seu marido, antes um simples empregado de produtora de cinema, tornou-se seu "empresário" e conduzia mal seus negócios e contratos. Também era alcoólatra, agredia e humilhava Carmen, e a estimulou a consumir bebidas alcoólicas, das quais logo se tornaria dependente. O relacionamento entrou em crise já nos primeiros meses, por conta de ciúmes excessivos, brigas e traições. Em 27 de setembro de 1949, o casal chegou a anunciar a separação alegando "dificuldades conjugais". Mas, dois meses depois, reataram o matrimônio.
Carmen Miranda era uma católica convicta e não aceitava o divórcio. Após diversas tentativas frustradas para conseguir ser mãe, durante as quais fez diversos tratamentos por um ano, ela conseguiu engravidar em 1948, mas sofreu um aborto espontâneo no início da gestação, em Nova Iorque, depois de uma apresentação, e ficou hospitalizada por alguns dias. Devido à forte hemorragia, que comprometeu seu aparelho reprodutor, a artista descobriu ter ficado estéril, o que agravou suas crises de depressão, levando-a a um uso excessivo e descontrolado de bebidas, cigarros, antidepressivos, ansiolíticos e calmantes.

## Filmografia
| Ano  | Título original            | Título em português         | Personagem                  | Nota                                                                |
| ---- | -------------------------- | --------------------------- | --------------------------- | ------------------------------------------------------------------- |
| 1932 | O Carnaval Cantado de 1932 |                             | Ela mesma                   | Performance: "Bamboleô"                                             |
| 1933 | A Voz do Carnaval          |                             | Ela mesma                   | Performance: "E Bateu-se a Chapa", "Moleque Indigesto" e "Good-Bye" |
| 1935 | Alô, Alô, Brasil           |                             | Ela mesma                   | Performance: "Primavera no Rio"                                     |
| 1935 | Estudantes                 |                             | Mimi                        |                                                                     |
| 1936 | Alô, Alô, Carnaval         |                             | Ela mesma                   | Performance: "Cantores de Rádio" e "Querido Adão"                   |
| 1939 | Banana da Terra            |                             | Ela mesma                   | Performance: O Que É que a Baiana Tem?" e "Pirulito"                |
| 1940 | Laranja da China           |                             | Ela mesma                   | Performance: O Que É que a Baiana Tem?                              |
| 1940 | Down Argentine Way         | Serenata Tropical           | Ela mesma                   |                                                                     |
| 1941 | That Night in Rio          | Uma Noite no Rio            | Carmen                      |                                                                     |
| 1941 | Week-End in Havana         | Aconteceu em Havana         | Rosita Rivas                |                                                                     |
| 1942 | Springtime in the Rockies  | Minha Secretária Brasileira | Rosita Murphy               |                                                                     |
| 1943 | The Gang's All Here        | Entre a Loura e a Morena    | Dorita                      |                                                                     |
| 1944 | Four Jills in a Jeep       | Quatro Moças num Jipe       | Ela mesma                   |                                                                     |
| 1944 | Greenwich Village          | Serenata Boêmia             | Princess Querida O'Toole    |                                                                     |
| 1944 | Something for the Boys     | Alegria, Rapazes!           | Chiquita Hart               |                                                                     |
| 1945 | Doll Face                  | Sonhos de Estrela           | Chita Chula                 |                                                                     |
| 1946 | If I'm Lucky               | Se Eu Fosse Feliz           | Michelle O'Toole            |                                                                     |
| 1947 | Copacabana                 | Copacabana                  | Carmen Novarro / Mlle. Fifi |                                                                     |
| 1948 | A Date with Judy           | O Príncipe Encantado        | Rosita Conchellas           |                                                                     |
| 1950 | Nancy Goes to Rio          | Romance Carioca             | Marina Rodrigues            |                                                                     |
| 1953 | Scared Stiff               | Morrendo de Medo            | Carmelita Castinha          |                                                                     |

## Canções mais famosas
Será mantida a grafia original do lançamento
- As Cinco Estações do Ano (gravada com Lamartine Babo, Mário Reis, Almirante e Grupo do Canhôto em 6 de julho de 1933)
- Adeus, Batucada (gravada com Orquestra Odeon em 24 de setembro de 1935)
- Allô… Allô? (gravada com Mário Reis e Grupo do Canhôto em 18 de dezembro de 1933)
- Ao Voltar do Samba (Arlequim de Bronze) (gravado com o Grupo do Canhôto em 26 de março de 1934)
- Aquarela do Brasil (em Entre a Loura e a Morena de 1943)
- A Week End In Havana (gravada com o Bando da Lua em 9 de outubro de 1941)
- Boneca de Pixe (gravada com Almirante e Orquestra Odeon em 31 de agosto de 1938)
- Cachorro Vira-Lata (gravada com Regional de Benedicto Lacerda)em 4 de maio de 1937)
- Cae, Cae (gravada com Bando da Lua em 5 de janeiro de 1941)
- Camisa Amarela (gravada com Grupo da Odeon em 20 de setembro de 1937)
- Camisa Listada (gravada com Bando da Lua em 28 de agosto de 1939)
- Cantores de Rádio (gravada com Aurora Miranda e Orquestra Odeon em 18 de março de 1936)
- Chattanooga Choo Choo (gravada com Bando da Lua e Garoto em 25 de julho de 1942)
- Chegou a Hora da Fogueira (gravada com Mário Reis e Diabos do Céo em 5 de junho de 1933)
- Chica Chica Boom Chic (gravada com Bando da Lua em 5 de janeiro de 1941)
- Como Vaes Você? (gravada com Ary Barroso e Regional de Pixinguinha e Luperce Miranda em 2 de outubro de 1936)
- Cuanto Le Gusta (gravada com Andrews Sisters e Orquestra de Vic Schoen em 29 de novembro de 1947)
- Disseram Que Voltei Americanizada (gravada com Conjunto Odeon em 2 de setembro de 1940)
- Diz que tem (gravada com Conjunto Odeon em 2 de setembro de 1940)
- E Bateu-Se a Chapa (gravada com Regional de Benedicto Lacerda em 26 de junho de 1935)
- E o Mundo Não Se Acabou (gravada com Regional Odeon em 9 de março de 1938)
- Eu Dei (gravada com Regional Odeon em 21 de setembro de 1937)
- Eu Também (gravada com Lamartine Babo e Diabos do Céo em 5 de janeiro de 1934)
- Goodbye, Boy (gravada com Orquestra Victor Brasileira em 29 de novembro de 1932)
- I Like You Very Much (Ai, Ai, Ai) (gravada com Bando da Lua em 5 de janeiro de 1941)
- I Make My Money With Bananas
- Isto É Lá com Santo Antônio (gravada com Mário Reis e Diabos do Céo em 14 de maio de 1934)
- Mamãe Eu Quero (gravada com Bando da Lua e Garoto 26 de dezembro de 1939)
- Me Dá, Me Dá (gravada com Regional de Benedito Lacerda em 4 de maio de 1937)
- Minha Embaixada Chegou (gravada com Grupo do Canhôto em 28 de setembro de 1934)
- Moleque Indigesto (gravada com Lamartine Babo e Grupo Velha Guarda em 5 de janeiro de 1933)
- Na Baixa do Sapateiro (Bahia) (gravada com Orquestra Odeon em 17 de outubro de 1938)
- Na Batucada da Vida (gravada com Diabos do Céo em 20 de março de 1934)
- No Taboleiro da Baiana (gravada com Luís Barbosa e Regional de Luperce Miranda em 29 de setembro de 1936)
- O que é que a Bahiana Tem? (grafia original) (gravada com Dorival Caymmi e Conjunto Regional em 27 de fevereiro de 1939)
- O Tique-Taque do Meu Coração (gravada com Regional de Benedicto Lacerda em 7 de agosto de 1935)
- Primavera no Rio (gravada com Diabos do Céo em 20 de agosto de 1934)
- Querido Adão (gravada com Orquestra Odeon em 26 de setembro de 1935)
- Rebola, Bola (gravada com o Bando da Lua em 9 de outubro de 1941)
- Recenseamento (gravada com Conjunto Odeon em 27 de setembro de 1940)
- Samba Rasgado (gravada com Grupo Odeon em 7 de março de 1938)
- Sonho de Papel (gravada com Orquestra Odeon em 10 de maio de 1935)
- South American Way (gravada com Bando da Lua e Garoto em 26 de dezembro de 1939)
- Tico-tico no Fubá (gravada com Bando da Lua em 27 de janeiro de 1945)
- P'ra você gostar de mim (Ta-hi) (gravada com Orquestra Victor em 27 de janeiro de 1930)
- Voltei p'ro Morro (gravado com Conjunto Odeon em 2 de setembro de 1940)[107]

### Discografia

#### Coletâneas
- 1999 - "Carmen Miranda"
- 1999 - "Carmen Miranda - A Pequena Notável"
- 2000 - "Carmen Miranda- Raízes do Samba".
- 2002 - "A Nossa Carmen Miranda - Remasterizado".
- 2003 - "South American Way"
- 2003 - "O que é que a Baiana Tem"
- 2003 - "Box Carmen Miranda"
- 2003 - "O melhor de Carmen Miranda"
- 2004 - "O que é que a Baiana Tem? Remasterizado"
- 2005 - "Tico Tico"
- 2005 - "Edição Limitada - Carmen Miranda"

## Homenagens

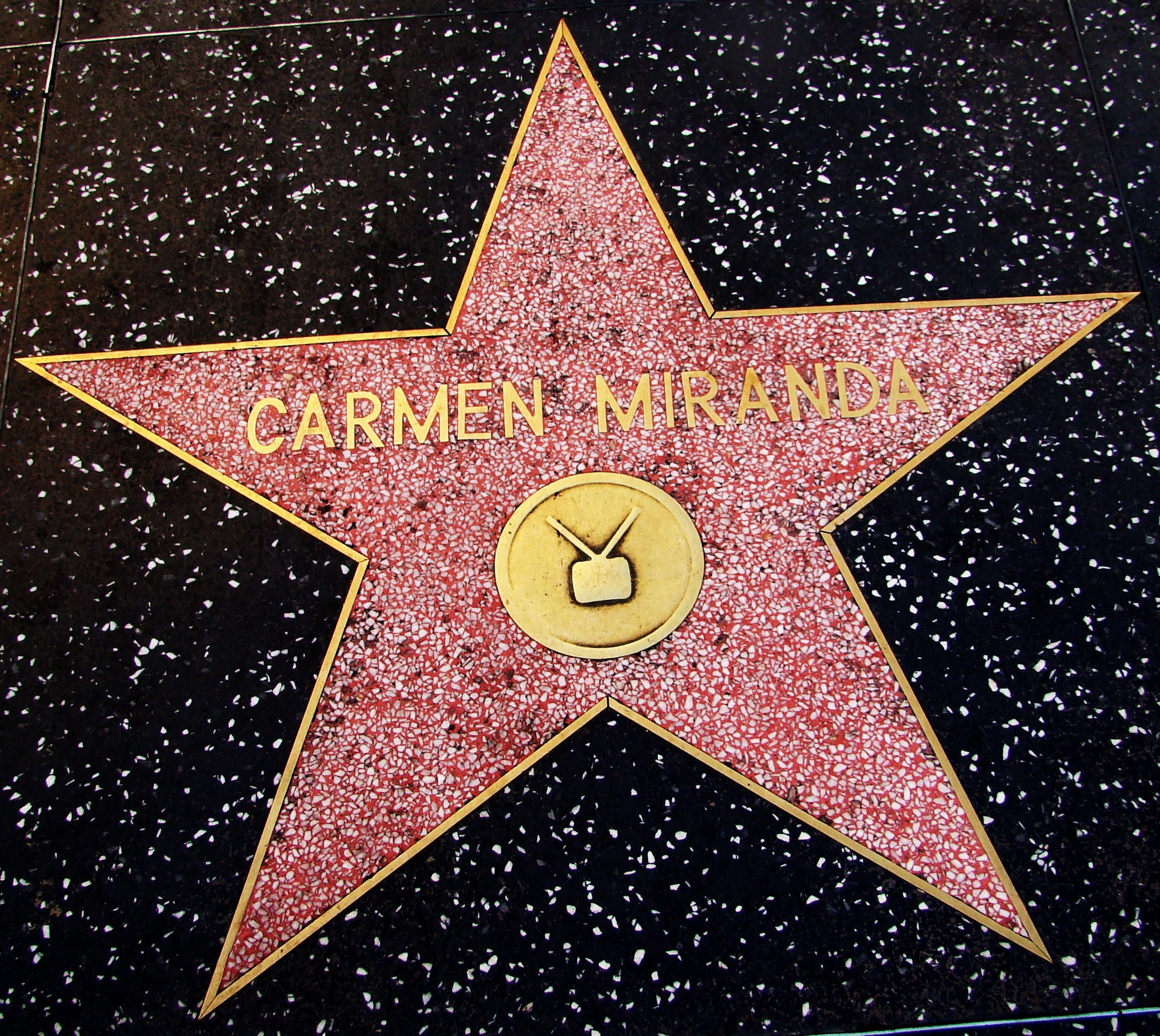
Por sua contribuição à indústria do entretenimento, Carmen Miranda tem uma estrela na Calçada da Fama.

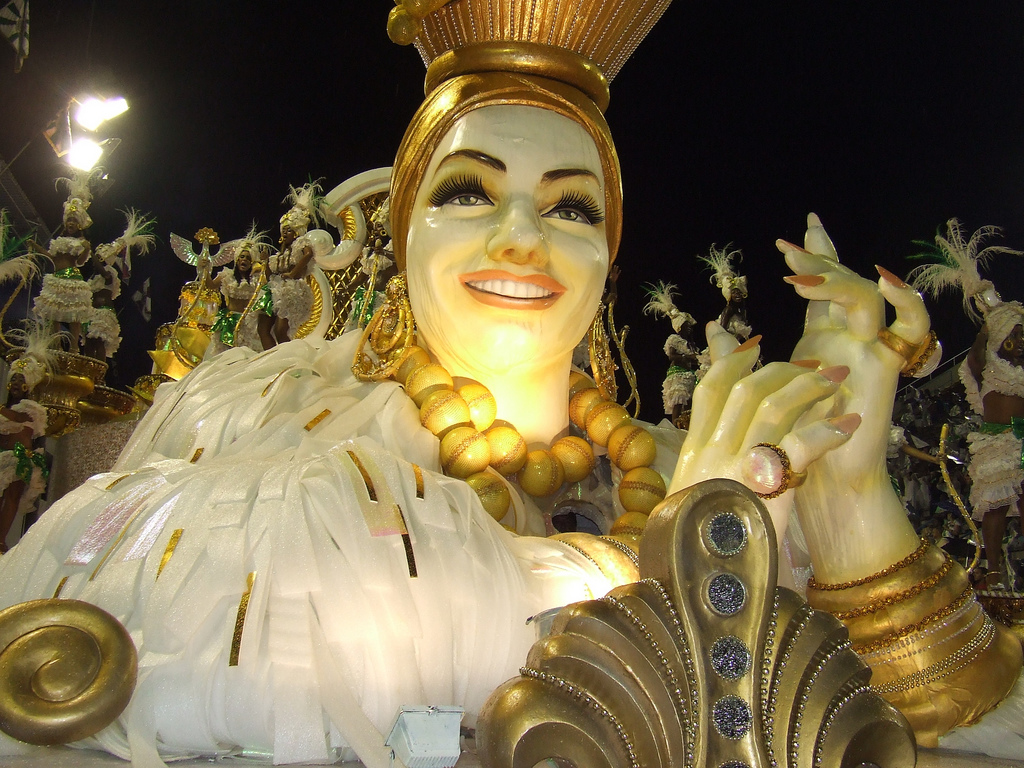
Durante seu desfile em 2008, a Escola de Samba Império Serrano prestou uma homenagem a Carmen Miranda, marcando seu retorno ao Grupo Especial.

O Google celebrou em 9 de fevereiro de 2017, o 108º aniversário de Carmen Miranda com um "Doodle" especial criado por Sophie Diao.

Carmen Miranda recebeu várias homenagens ao longo dos anos que refletem seu impacto duradouro na cultura popular. Em 1941, ela foi a primeira e única artista luso-brasileira a ter suas mãos e plataformas imortalizadas no cimento da calçada da fama do Grauman's Chinese Theatre em Los Angeles, um marco significativo em sua carreira internacional. Posteriormente, em 8 de fevereiro de 1960, recebeu uma estrela póstuma na Calçada da Fama da Hollywood Boulevard, consolidando ainda mais seu legado na indústria do entretenimento.
Miranda também foi a principal atração do Copacabana Night Club, uma famosa boate nova-iorquina fundada em 1940. Até hoje, o cartaz do "The Copa" apresenta uma gravura estilizada dela, como uma forma de homenagem contínua à cantora.
Sua influência transcendeu o cinema e a música, sendo caricaturada em desenhos animados populares como Tom & Jerry, Popeye e Looney Tunes. Além disso, foi imitada por grandes nomes como Lucille Ball, Bob Hope, Jerry Lewis e Mickey Rooney.
Durante o movimento tropicalista, Carmen Miranda foi reconhecida como um ícone cultural. Sua imagem e estilo marcante foram incorporados nas letras de canções, como "Tropicália" de Caetano Veloso, e nas performances de artistas que imitavam seus trejeitos característicos.
A Escola de Samba Império Serrano prestou uma notável homenagem a Carmen Miranda em 1972 com o enredo "Alô, alô, Taí Carmen Miranda", desenvolvido pelo carnavalesco Fernando Pinto. O enredo contribuiu para que a escola se sagrasse campeã do concurso daquele ano. Em 2008, a Império Serrano voltou a homenagear Miranda e conquistou o título de campeã do Grupo de Acesso A, retornando ao Grupo Especial em 2009.
Em 1990, a cantora Rita Lee e seu marido, o músico Roberto de Carvalho, lançaram a música "La Miranda" em tributo a Carmen Miranda. A canção foi utilizada na abertura da telenovela Lua Cheia de Amor, da Rede Globo, onde uma modelo vestia um figurino inspirado na artista.
Postumamente, em 18 de julho de 1995, Carmen Miranda foi condecorada com o grau de Grande-Oficial da Ordem do Infante D. Henrique. No mesmo ano, o documentário Carmen Miranda: Bananas is my Business, dirigido por Helena Solberg, trouxe à tona a vida e o legado da artista. O filme fez grande sucesso, conquistando prêmios no Festival de Brasília, no Festival de Havana e no Festival Internacional de Cinema de Chicago.
Em 25 de setembro de 1998, foi inaugurada uma quadra em Hollywood com o nome de "Carmen Miranda Square", uma homenagem duradoura à sua contribuição para a cultura local. A produção e o legado de Carmen Miranda foram novamente celebrados em 2002 com o musical South American Way, dirigido por Miguel Falabella. A produção, com um orçamento de R$ 1,2 milhão, trouxe a magia da cantora de volta aos palcos.
Em 2005, a editora Companhia das Letras publicou uma biografia abrangente de seiscentas páginas escrita pelo jornalista Ruy Castro. Considerada a obra mais completa sobre a artista, o livro oferece um retrato detalhado da vida e da carreira de Carmen Miranda. Finalmente, em 2007, a BBC produziu o documentário Carmen Miranda - Beneath the Tutti Frutti Hat, que explora a trajetória da artista desde suas origens humildes até seu sucesso em Broadway e Hollywood. A produção inclui entrevistas com Ruy Castro, sua sobrinha Carminha Miranda e o ator Mickey Rooney, que a interpretou no filme Babes on Broadway (1941).

Selo postal da coleção 'Forever Latin Music Legends', homenageando Carmen Miranda.

Em 2009, no ano em que se comemorou seu centenário de nascimento, Carmen Miranda recebeu importantes homenagens. A Academia Brasileira de Letras a reconheceu como "Patrimônio da Cultura Brasileira", destacando sua contribuição inestimável para a cultura nacional. Além disso, foi a grande homenageada da São Paulo Fashion Week, o maior evento de moda do Brasil. A escolha de Miranda para representar a edição de 2009 refletiu seu simbolismo de alegria e seu papel na representação do espírito brasileiro na temática dos desfiles. Nesse mesmo ano, a gravação de "O Que É que a Baiana Tem?", interpretada por Carmen Miranda e composta por Dorival Caymmi, foi selecionada para preservação em um arquivo sonoro especial da Biblioteca do Congresso dos EUA, sublinhando sua importância histórica e cultural. Também em 2009, Miranda foi agraciada com a Ordem do Mérito Cultural, uma distinção que celebra contribuições excepcionais para a cultura.
Em 2011, Carmen Miranda foi uma das artistas homenageadas em uma série de selos emitidos nos Estados Unidos. Juntamente com Miranda, os selos destacaram outros quatro ícones da música latina: Tito Puente, Celia Cruz, Selena e Carlos Gardel. A influência de Carmen Miranda também foi reconhecida pela revista Rolling Stone, que a classificou como a 15ª maior voz e a 35ª maior artista da música brasileira, evidenciando seu impacto duradouro no cenário musical. Em 2015, o grupo português Real Combo Lisbonense lançou o álbum Saudade De Você, pela Pataca Discos, que apresenta interpretações de algumas das canções mais conhecidas de Carmen Miranda, celebrando sua música e legado.
Adicionalmente, Carmen Miranda foi escolhida pela revista Latina como um dos "quinze melhores dançarinos latinos de todos os tempos". E durante a cerimônia de encerramento dos Jogos Olímpicos Rio 2016, Carmen Miranda foi celebrada em um número musical interpretado pela cantora Roberta Sá, ao som de "Tico-tico no Fubá", destacando a relevância contínua de Miranda na cultura popular brasileira.

## Legado

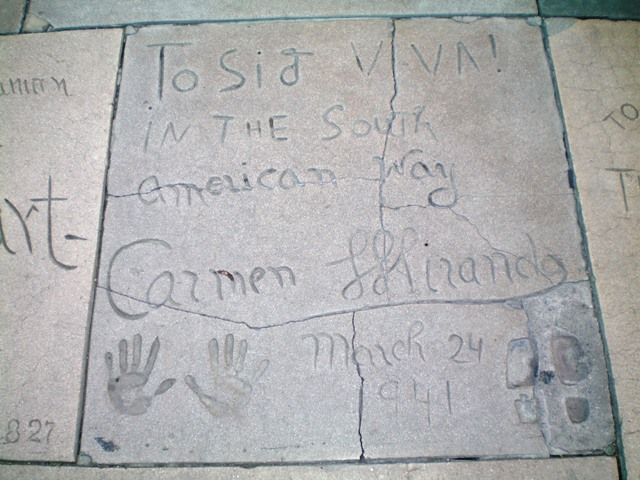
As mãos e pegadas de Carmen Miranda no Grauman's Chinese Theatre.

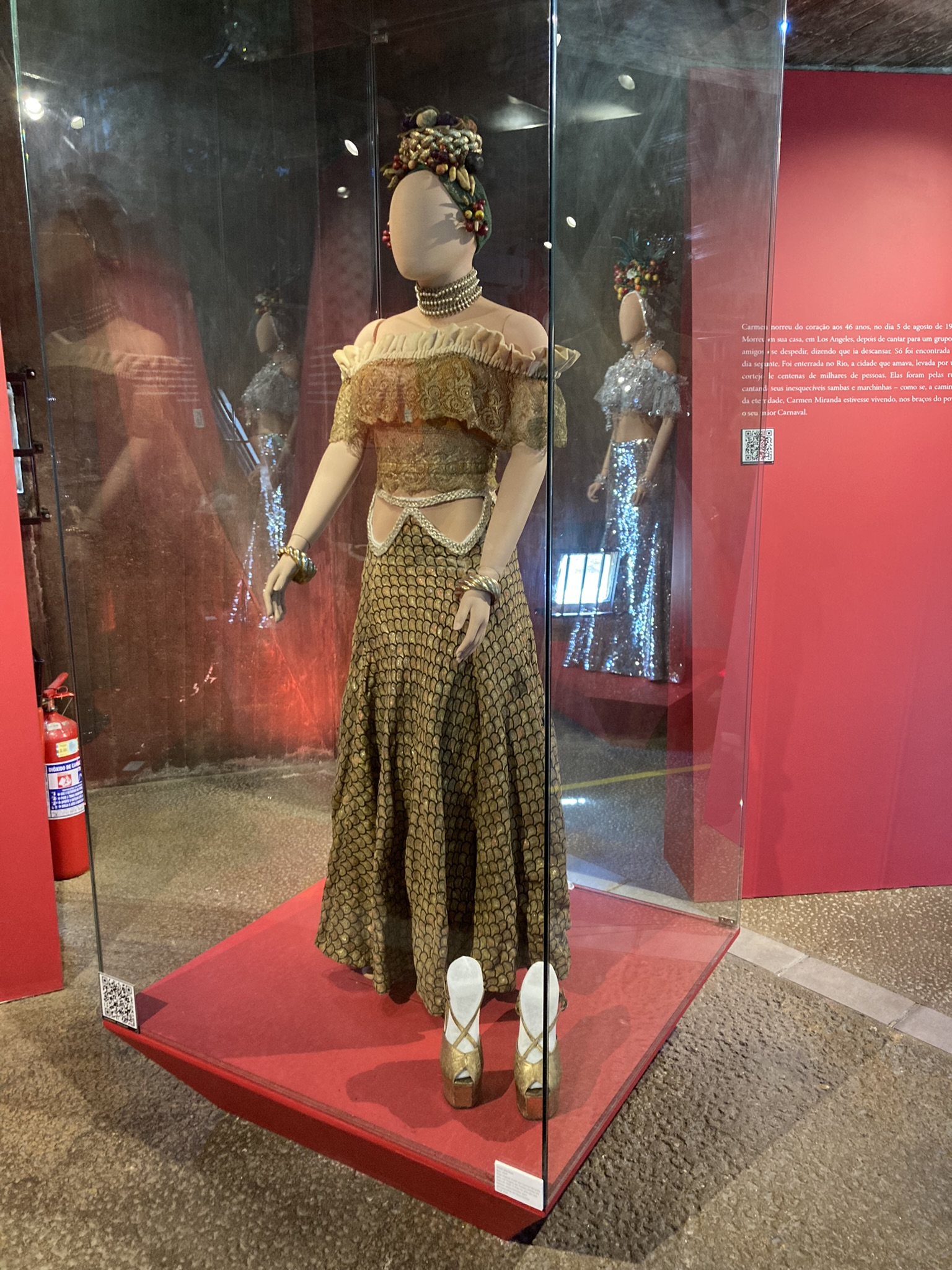
O Museu Carmen Miranda, no Rio de Janeiro, celebra a vida e o legado da Pequena Notável.

Segundo o músico brasileiro Caetano Veloso, "Carmen Miranda foi inicialmente uma causa tanto de orgulho quanto de vergonha, e mais tarde, um símbolo que inspirou o olhar implacável que começamos a lançar sobre nós mesmos... Carmen conquistou a 'América Branca' como nenhum outro sul-americano fez ou faria, em uma época em que bastava ser 'reconhecivelmente latino e negroide' em estilo e estética para atrair atenção." Miranda foi a primeira artista brasileira a alcançar fama mundial na década de 1950 e continuou a definir a música sul-americana na América do Norte por décadas. Em 1991, Veloso escreveu que "hoje, qualquer coisa associada à música brasileira na América – e mesmo o que quer que aconteça no hemisfério norte com qualquer música do hemisfério sul – nos faz pensar em Carmen Miranda. E pensar nela é pensar na complexidade dessa relação".
Embora tenha sido mais popular no exterior do que no Brasil na época de sua morte, Carmen Miranda fez contribuições significativas para a música e a cultura brasileira. Ela foi a primeira intérprete do samba a divulgar o gênero em âmbito internacional. Além disso, a fantasia de baiana que ela popularizou tornou-se uma característica central do carnaval para homens e mulheres.
Desde sua morte, Carmen Miranda é lembrada como uma artista brasileira importante e uma das mais influentes em Hollywood. Ela foi uma das 500 estrelas indicadas para a lista das 50 maiores lendas do cinema do American Film Institute.
Em 25 de setembro de 1998, uma praça em Hollywood foi nomeada Praça Carmen Miranda em uma cerimônia presidida pelo prefeito honorário de Hollywood, Johnny Grant (um dos amigos de Miranda desde a Segunda Guerra Mundial), e contou com a presença do cônsul-geral do Brasil, Jorió Gama, e de antigos integrantes do grupo Bando da Lua. A praça está localizada na interseção da Hollywood Boulevard com a Orange Drive, em frente ao Grauman's Chinese Theatre, perto do local onde Miranda fez uma apresentação improvisada no Dia da Vitória na Europa.
Em comemoração ao 50º aniversário de sua morte, foi exibida uma mostra intitulada "Carmen Miranda Para Sempre" no Museu de Arte Moderna do Rio de Janeiro em novembro de 2005 e no Memorial da América Latina em São Paulo no ano seguinte. Em 2005, Ruy Castro publicou "Carmen - Uma Biografia", um livro biográfico de 600 páginas da "brasileira mais famosa do século XX". Os brasileiros "tendem a esquecer", disse Castro a Mac Margolis da Newsweek, que "nenhuma brasileira jamais foi tão popular quanto Carmen Miranda – no Brasil ou em qualquer lugar".

Roberta Sá reviveu Carmen Miranda na Cerimônia de encerramento dos Jogos Olímpicos Rio 2016.

Em 2008, a gravação de O que é que a baiana tem? de Dorival Caymmi foi selecionada para preservação na lista do National Recording Registry da Biblioteca do Congresso dos Estados Unidos. Três anos depois, em 2011, Carmen Miranda, ao lado de ícones como Selena, Celia Cruz, Carlos Gardel e Tito Puente, foi imortalizada em uma série de selos comemorativos do Serviço Postal dos EUA, celebrando a música latina. Marie Therese Dominguez, vice-presidente de relações governamentais e políticas públicas dos Correios, destacou: "A partir de hoje, essas imagens vibrantes e icônicas de nossas lendas da música latina viajarão em cartas e pacotes por todo o país. Estamos criando um tributo duradouro a esses cinco artistas extraordinários e temos a honra de compartilhar seu legado com os americanos através desses belos selos".
Além disso, os filmes Down Argentine Way e The Gang's All Here foram incluídos na lista do National Film Registry em 2014, um reconhecimento da sua importância cultural e histórica. E a cerimônia de Encerramento dos Jogos Olímpicos de Verão de 2016 homenageou Carmen Miranda antes do desfile dos atletas, com Roberta Sá interpretando a cantora. No dia 9 de fevereiro de 2017, um Google Doodle especial, criado pela artista Sophie Diao, celebrou o 108º aniversário de nascimento de Miranda, marcando mais um tributo ao seu legado.

## Direitos autorais
Os direitos autorais de Carmen Miranda, segundo as leis brasileiras, estão em posse dos seus herdeiros até 2025, quando se completam setenta anos da sua morte. Em 2008, Carmem Guimarães e Maria Paula (sobrinhas de Carmen) se juntaram com outros dois herdeiros, Gabriel (irmão de Maria Paula) e Suely (filha adotiva de Mário, irmão de Carmen) e criaram a Carmen Miranda Administração e Licenciamento, com o objetivo de gerir a imagem da artista e aumentar a sua receita. A família alega que recebe pouco pela imagem de Carmen porque não há nenhuma sociedade de direitos que os representem no exterior, e quer criar uma, além de produtos com um selo "Carmen Miranda". Eles recebiam mais de vinte solicitações do uso da imagem de Carmen por semana, e muitos desses contratos acabavam não se concretizando. Por isso, dois anos depois, os herdeiros deram a gestão de seus interesses para a UP-RIGHTS, empresa que gere os direitos autorais de vários artistas, como Zeca Pagodinho. Desde 2015, mais de 85% da renda gerada pelos direitos autorais de Carmen são dos setores de televisão, rádio e cinema.
Em 1998, os direitos biográficos de Carmen Miranda foram comprados da família por 200 mil dólares pela produtora Rio Vermelho, de Paula Lavigne e Renata de Almeida Magalhães, para a produção de um filme. Porém, antes de efetuar o segundo pagamento, a produtora descobriu que a Cinearte estava captando recusos para a gravação de um filme e a Rede Globo estava produzindo uma minissérie, e entrou na justiça para que o resto do valor fosse pago apenas quando a situação estivesse resolvida. A família recorreu, causando uma briga judicial que durou mais de vinte anos. Os herdeiros ganharam em todas as instâncias. A disputa judicial travou quase todas as obras relacionadas a Carmen Miranda, incluindo um musical com Daniela Mercury no papel principal, uma minissérie de TV com Carlos Manga e um filme com o cineasta espanhol Pedro Almodóvar. O marco legal sobre biografias, aprovado pelo STF em 2015, trouxe novas regras que permitem a filmagem sem realizar o pagamento, mas a produtora prefere chegar a um novo acordo com a família. Paula Lavigne quer um ressarcimento de R$ 400 mil e que o contrato seja reescrito para ter mais segurança jurídica, pois pretende criar um longa e uma minissérie. Os herdeiros estão envolvidos em outras ações judiciais, como contra a Caixa Econômica Federal, por ter usado em um bilhete de loteria a imagem de Carmen no filme Alô Alô Carnaval, e em ações menores, como em um restaurante em São Paulo que fez uma semana gastronômica usando o nome de Carmen.